# 伊豆半島ジオパーク

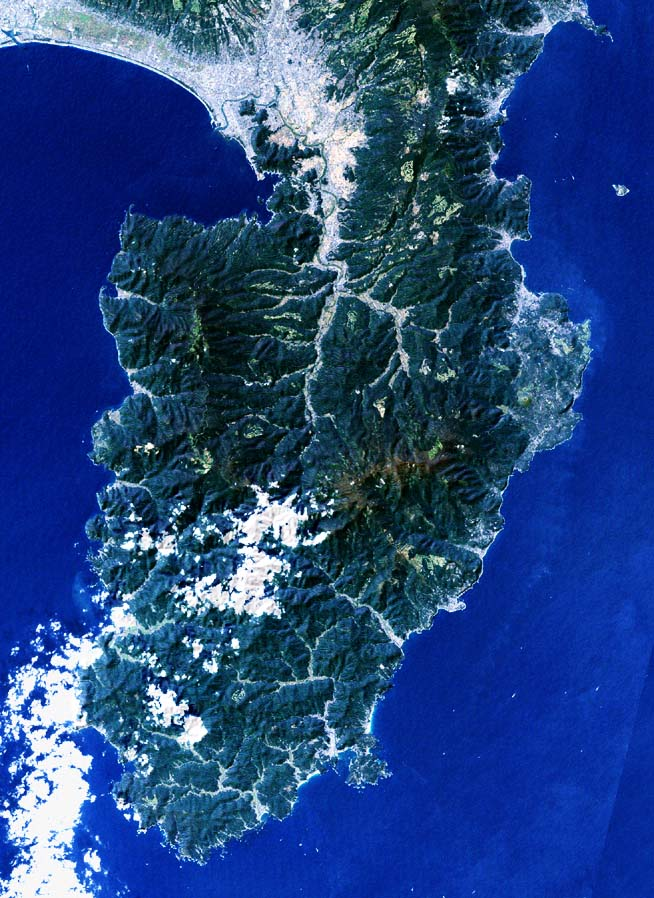
伊豆半島のランドサット衛星写真
スペースシャトル標高データ使用。

伊豆半島ジオパーク（いずはんとうジオパーク、英: Izu Peninsula Geopark）は、静岡県の伊豆半島における大地（ジオ）が育んだ貴重な資産を多数備えた地域が、それらの保全と活用によって経済・文化活動を高め、結果として地域振興につなげていく仕組みである。メインテーマは「南から来た火山の贈りもの」で、これは伊豆半島がフィリピン海プレートに載って南から来た火山島であったことに由来する。
2011年3月28日に静岡県伊豆地域13の基礎自治体と県、各種団体、企業、大学などが協力して、伊豆半島ジオパーク推進協議会を設立。2012年9月24日に日本ジオパークネットワークへの加盟が認められた。2018年4月17日に国際連合教育科学文化機関（ユネスコ）から国内9地域目の世界ジオパークに認定された。

## 沿革
- 2009年秋 - 伊豆半島ジオパーク構想の検討会議が発足[5]
- 2010年2月 - 伊豆半島6市6町首長会議が伊豆半島ジオパーク構想の推進に合意[5]
- 2010年7月 - 伊豆半島ジオパーク構想シンポジウムが伊東市で開催[5]
- 2010年8月 - 大室山が天然記念物指定を受ける[5]
- 2010年9月 - 伊豆半島各地でジオパーク構想地域研究会が始まる[5]
- 2011年3月28日 - 伊豆半島ジオパーク推進協議会を設立[2]
- 2012年9月24日 - 日本ジオパークに認定される[2]
- 2012年11月2日 - 日本ジオパークの認定証が交付される[6]
- 2013年12月16日 - 申請していたエリア拡大が、日本ジオパーク委員会に認められ、長泉町と清水町が加わる[7]
- 2016年2月29日 - 事務局が「伊東市役所内」から伊豆市「修善寺総合会館内」へ移転[8]
- 2016年4月2日 - 伊豆市の修善寺総合会館内に伊豆半島ジオパークミュージアム「ジオリア」が開館[9]
- 2016年7月 ユネスコに申請の意思表示
- 2016年11月 - ユネスコに申請書を提出[4]
- 2017年7月 - ユネスコ派遣の現地審査員2名による現地審査[4]
- 2017年9月 - ユネスコ世界ジオパーク・カウンシルにおける審議[4]
- 2018年4月17日 - 第204回ユネスコ執行委員会において、国内9地域目の世界ジオパークに認定が決定される[4][3]
- 2022年4月１日 - 一般社団法人美しい伊豆創造センターと統合

## 主なジオサイト
ジオサイトとはジオパークの個々の指定地、みどころのこと。伊豆半島の大地を造り上げた数々の大型火山や、伊豆東部火山群に由来したものが多く指定されている。以下は伊豆半島ジオパーク推進協議会の公式サイトで解説されているものの一部である。

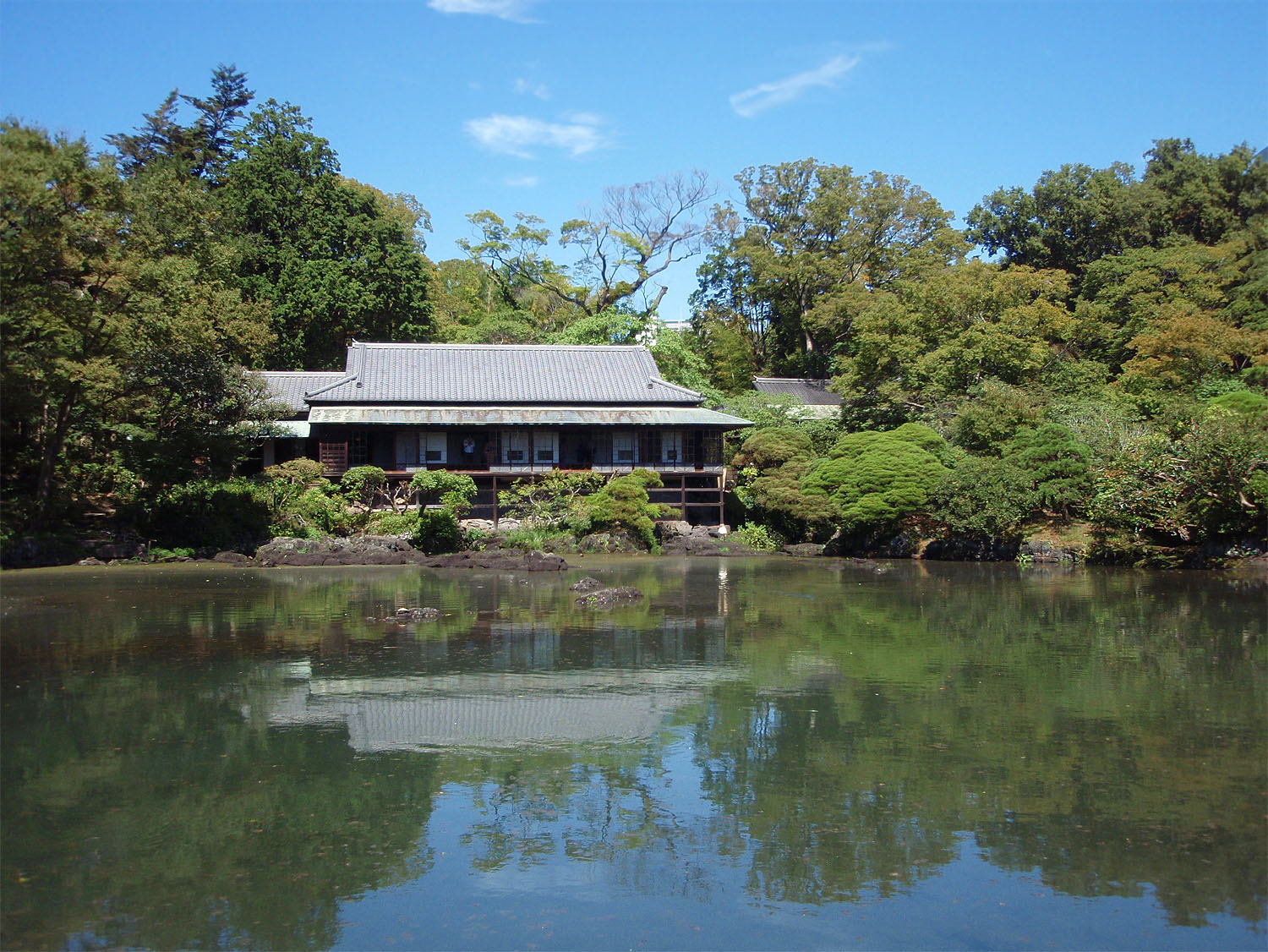
富士山から流れ出した三島溶岩。その末端部にある楽寿園では湧水があり、それが源兵衛川となる
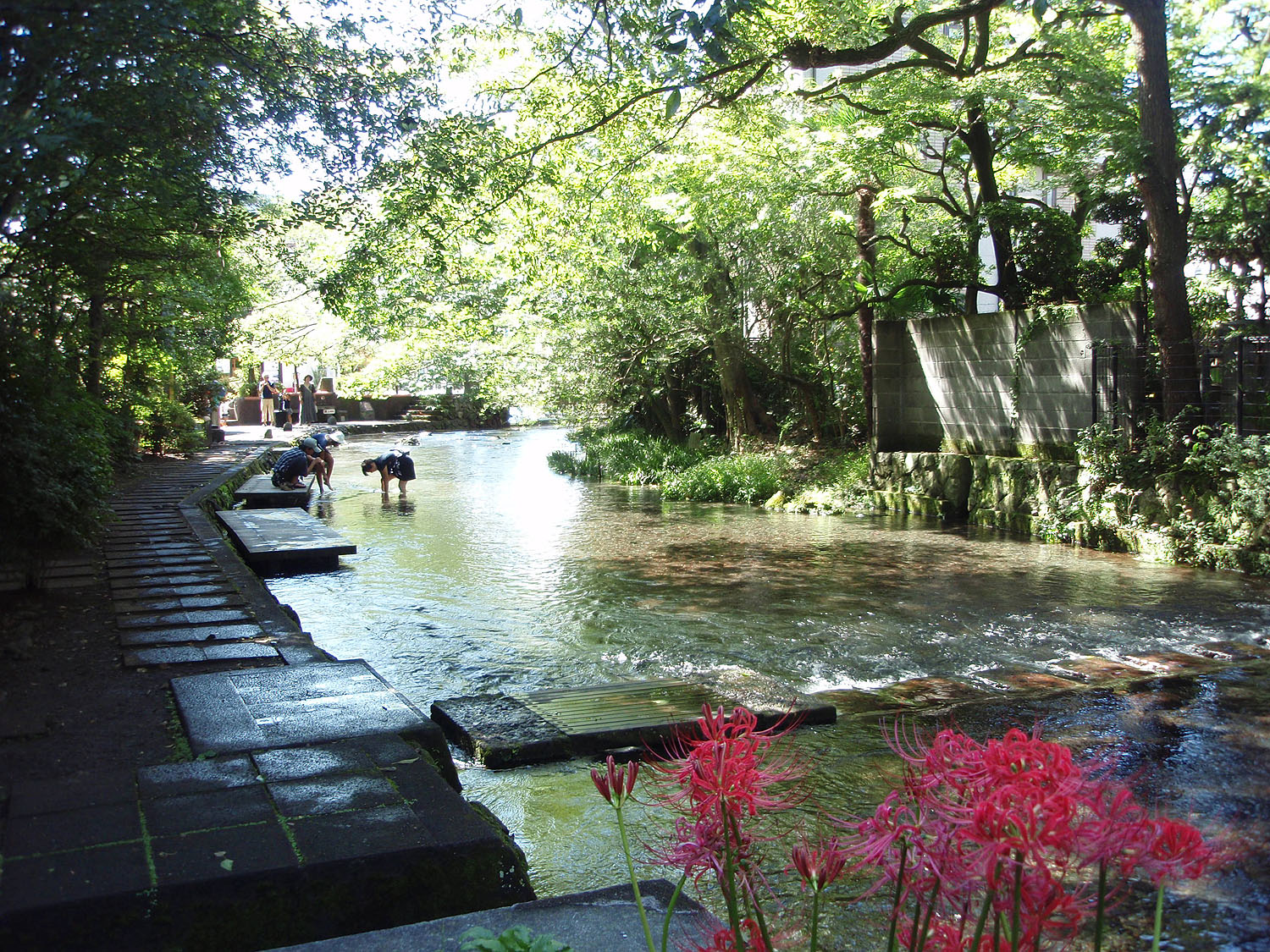
清流、源兵衛川と遊歩道
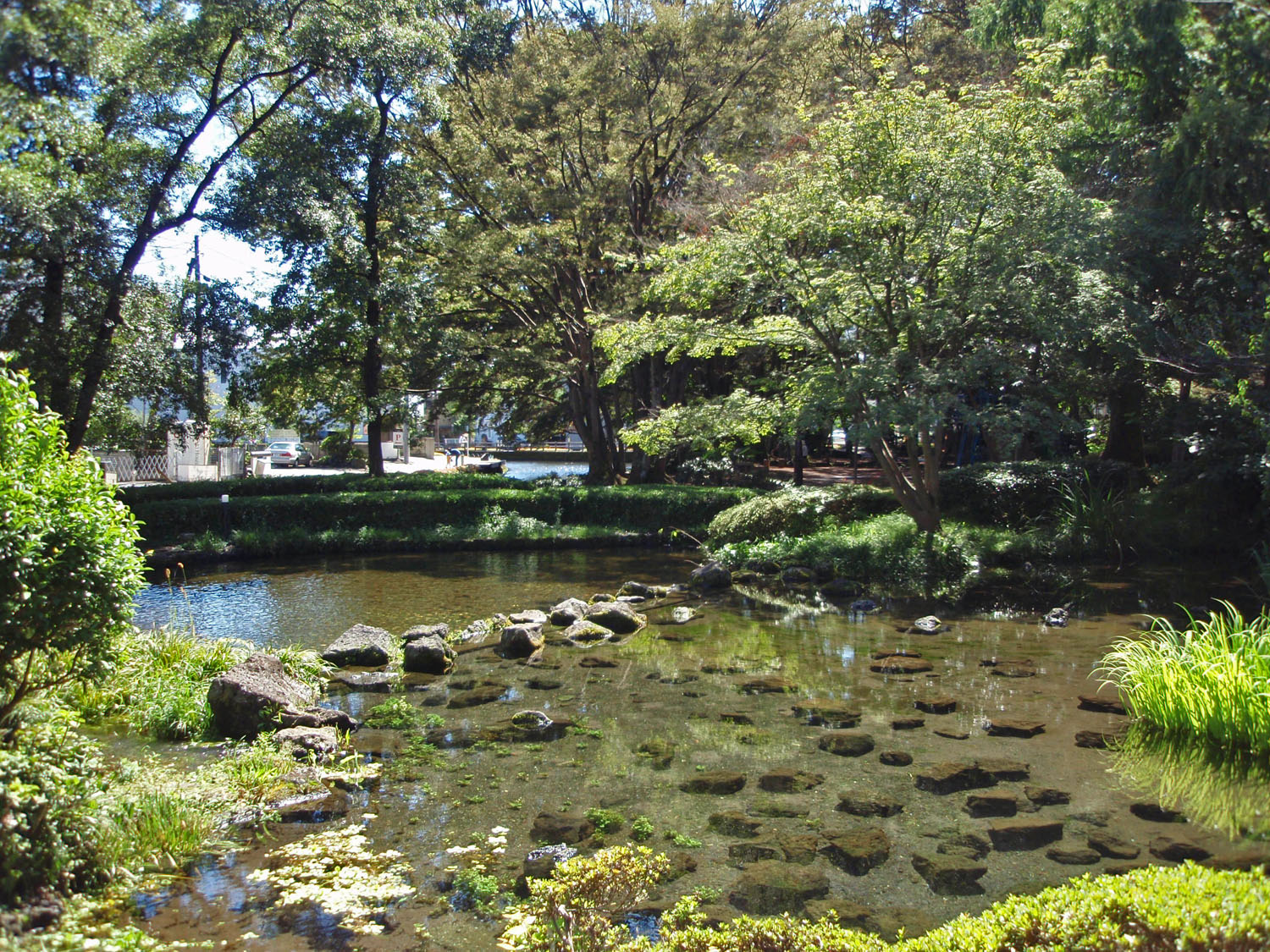
白滝公園
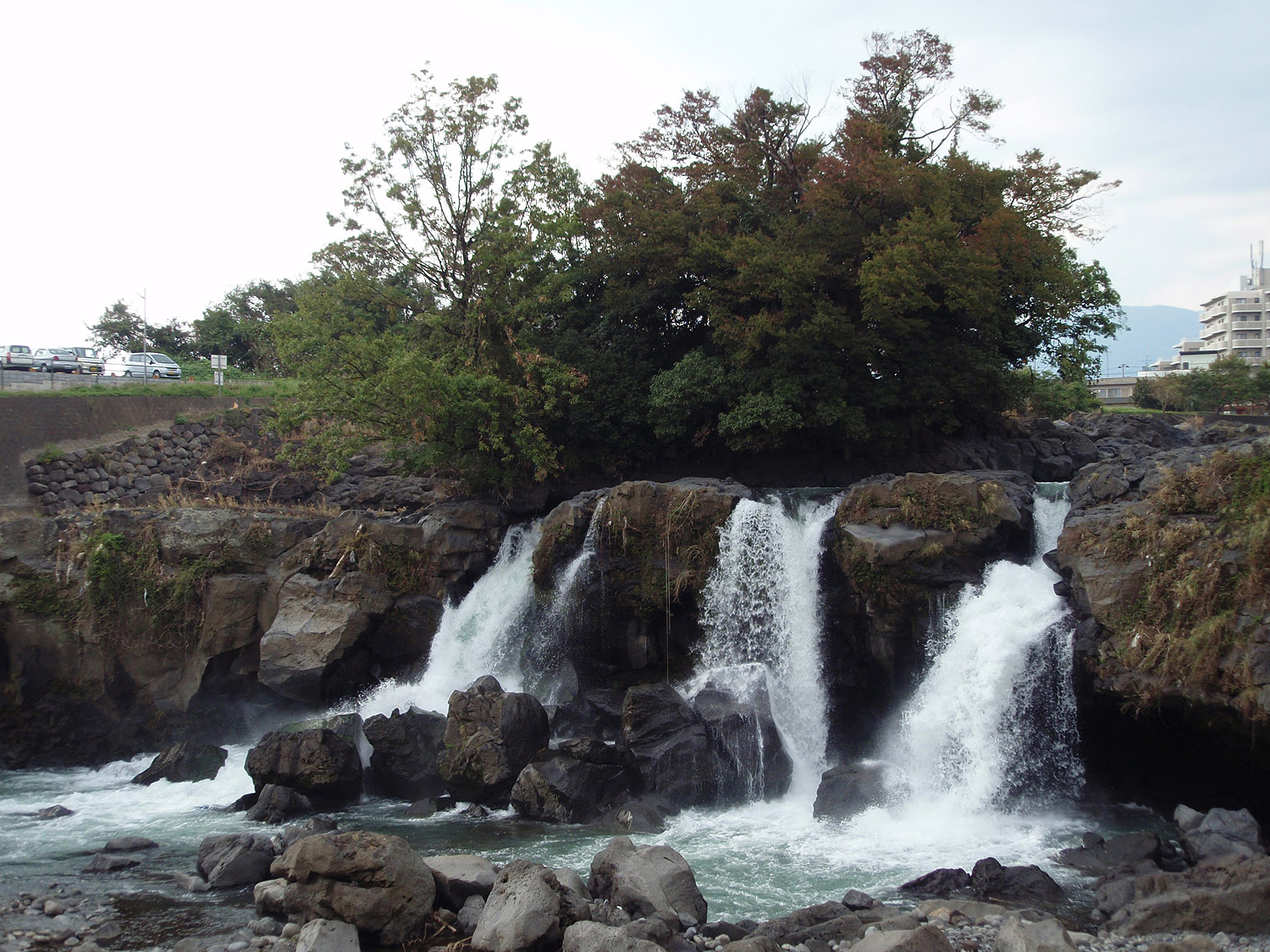
鮎壺の滝
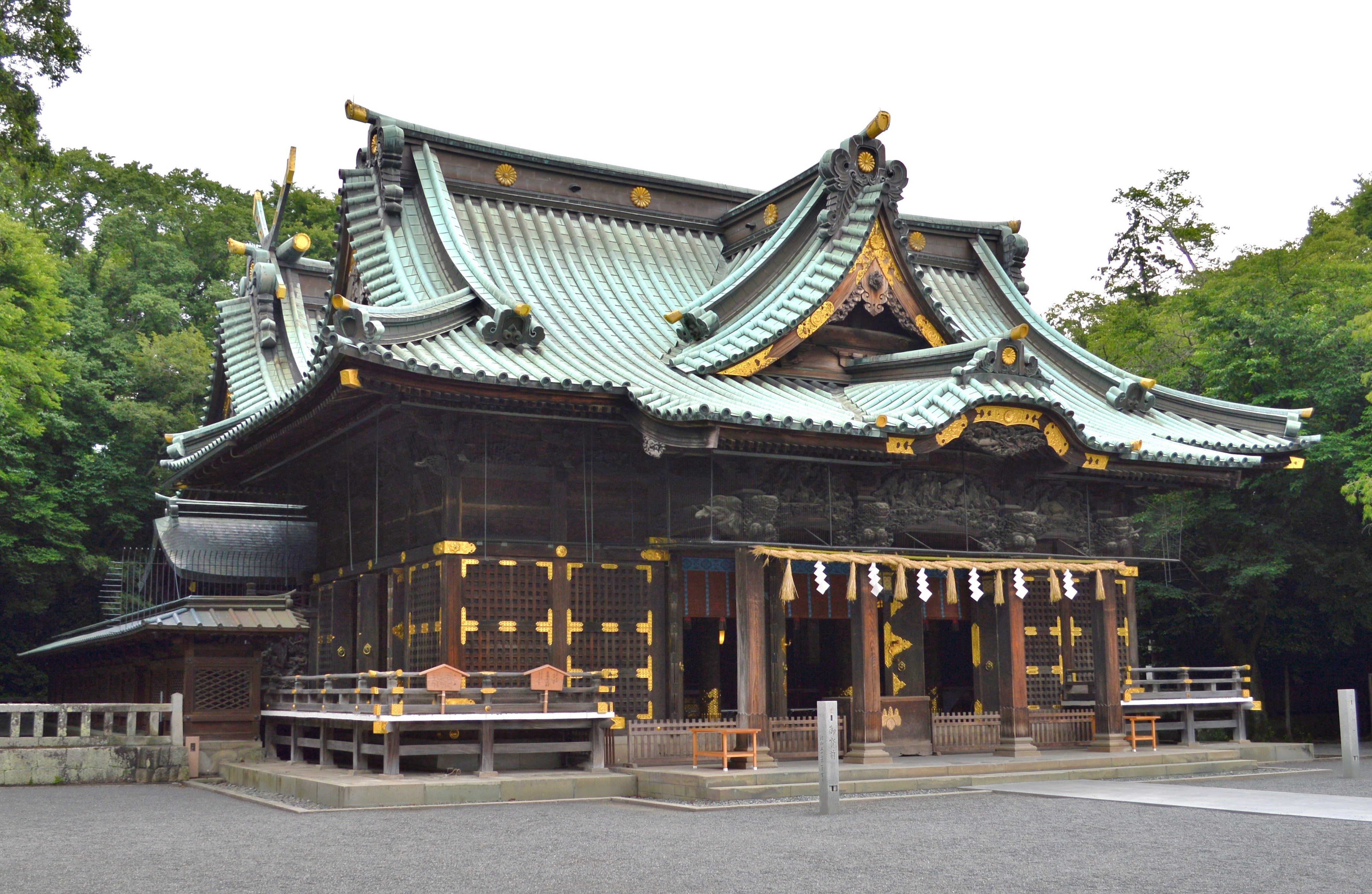
三嶋大社
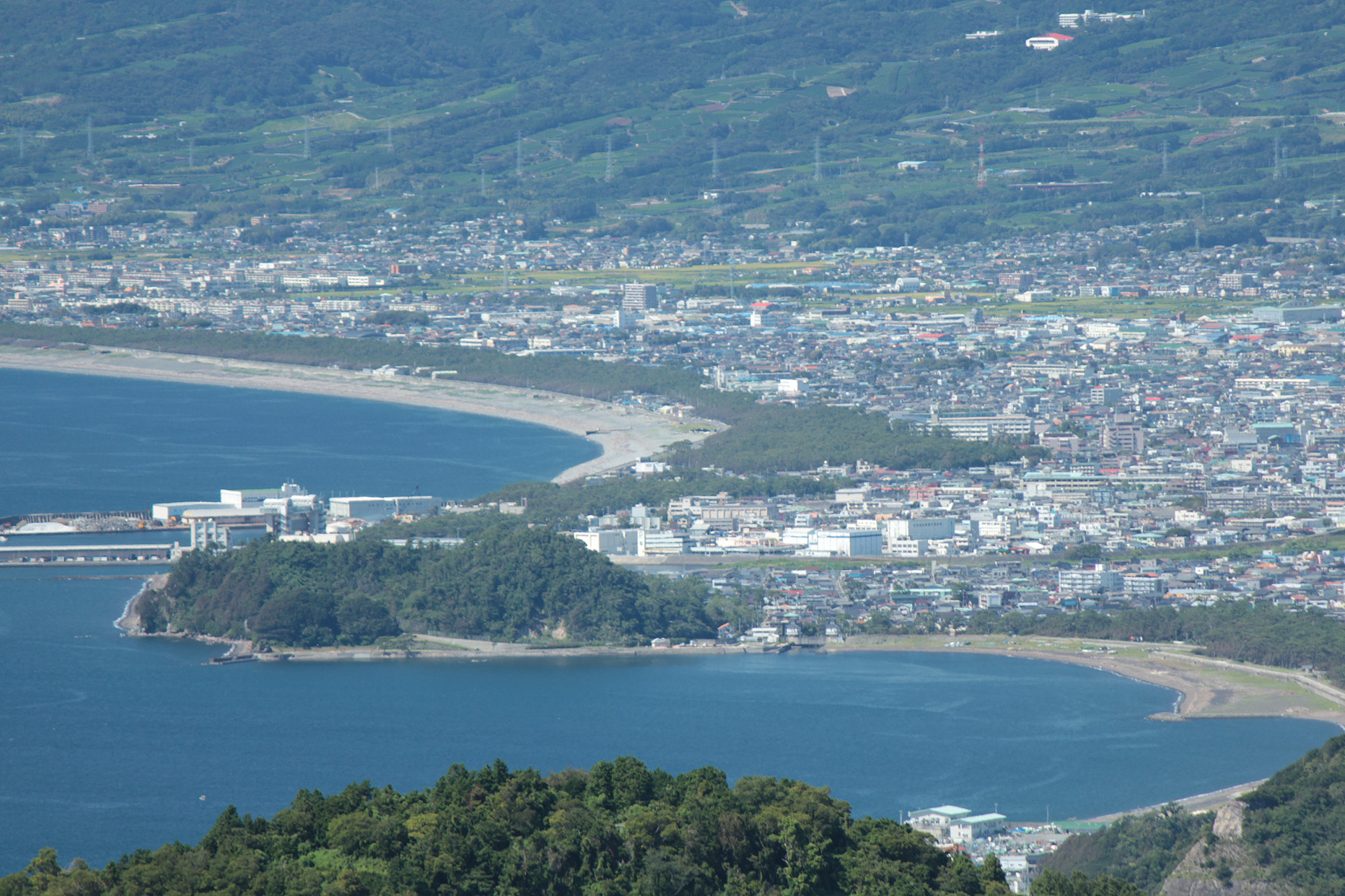
千本浜と牛臥山
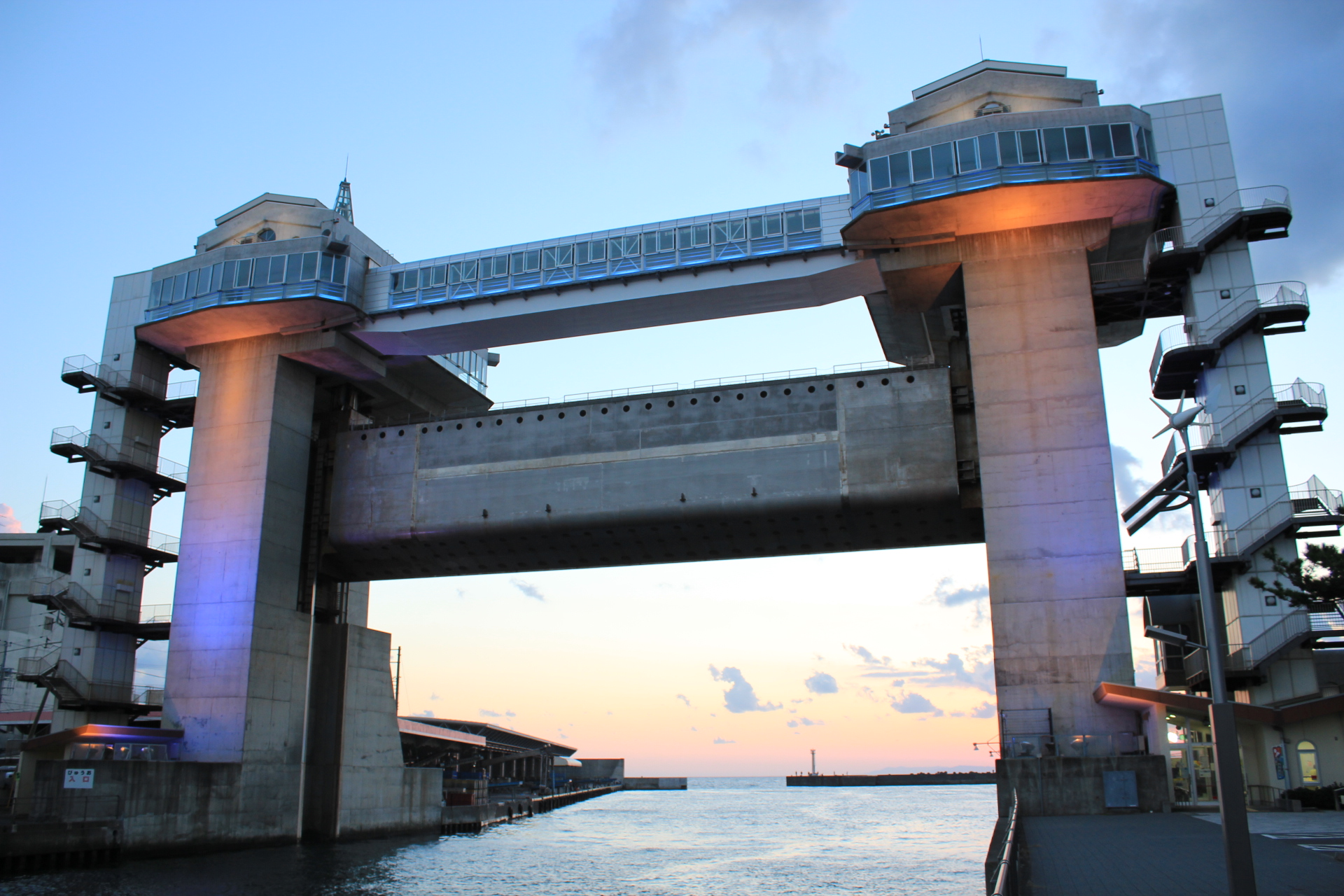
津波対策施設のびゅうお（水門兼展望台）
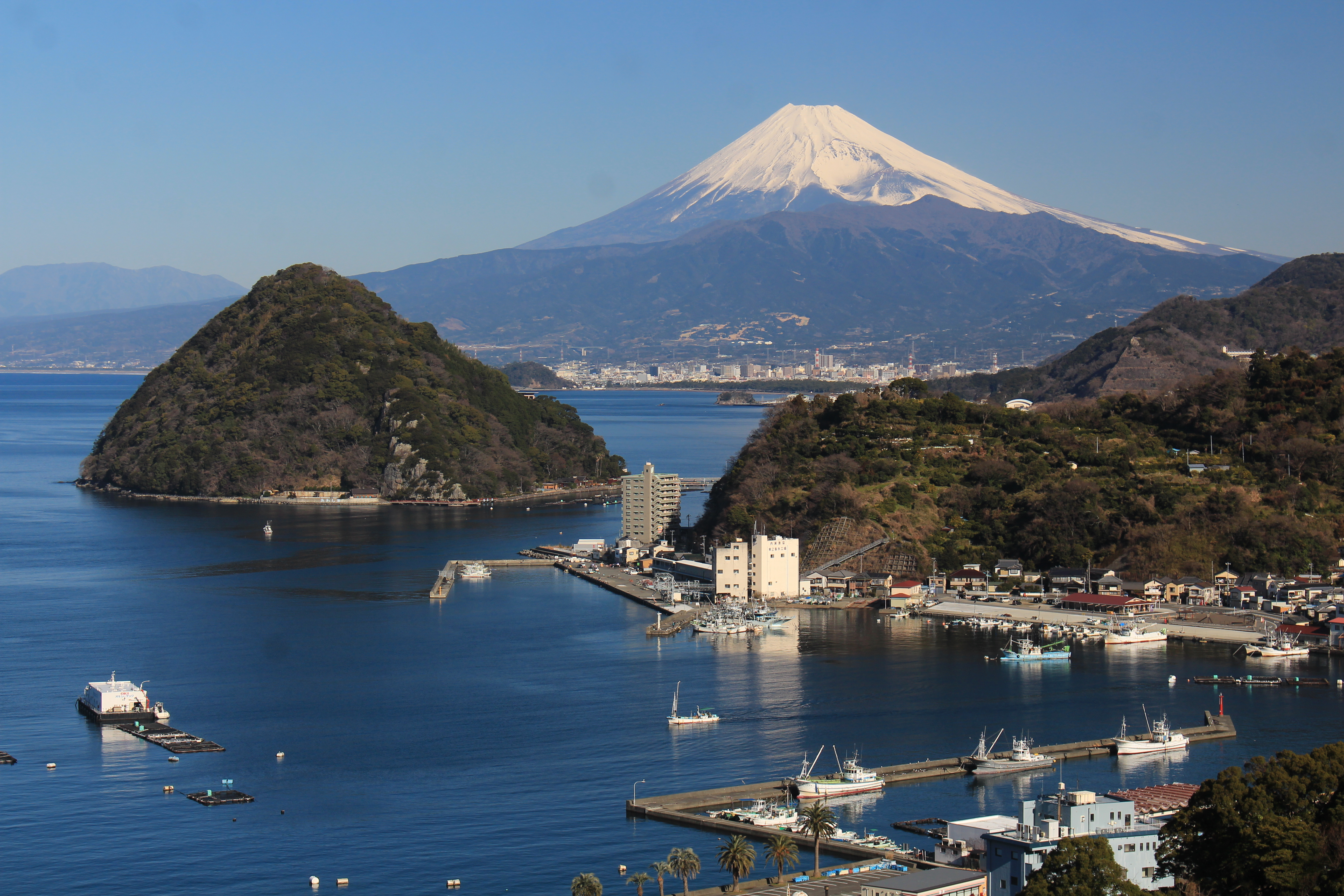
淡島
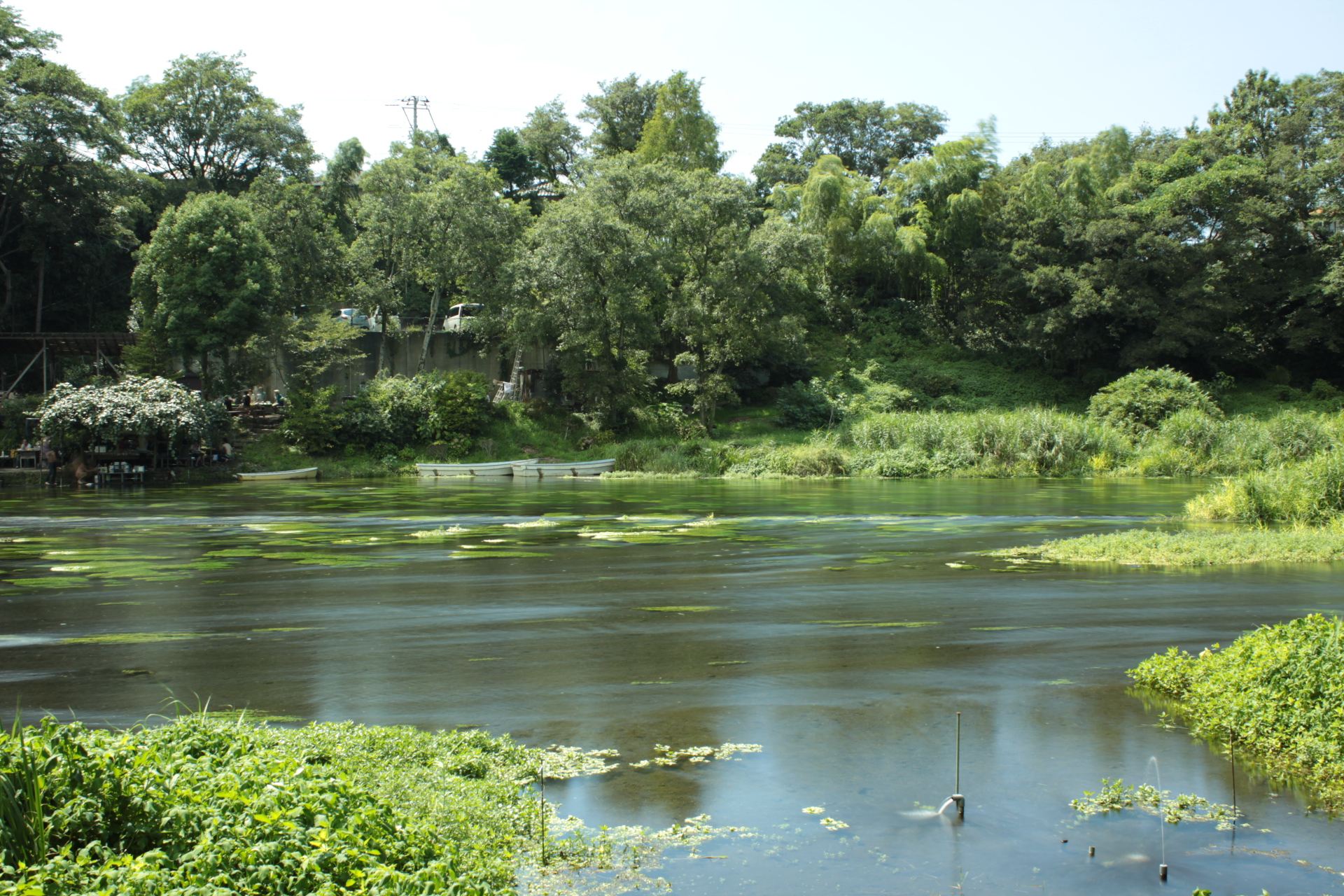
湧水がつくる柿田川
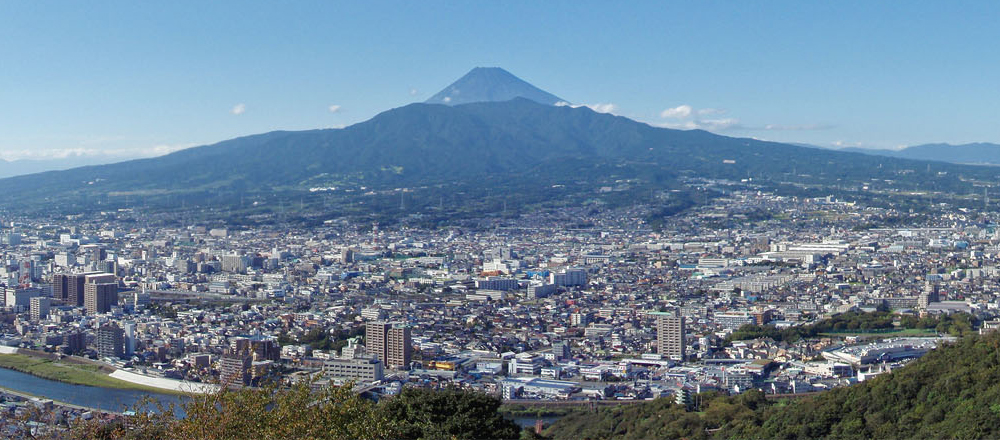
香貫山展望台から
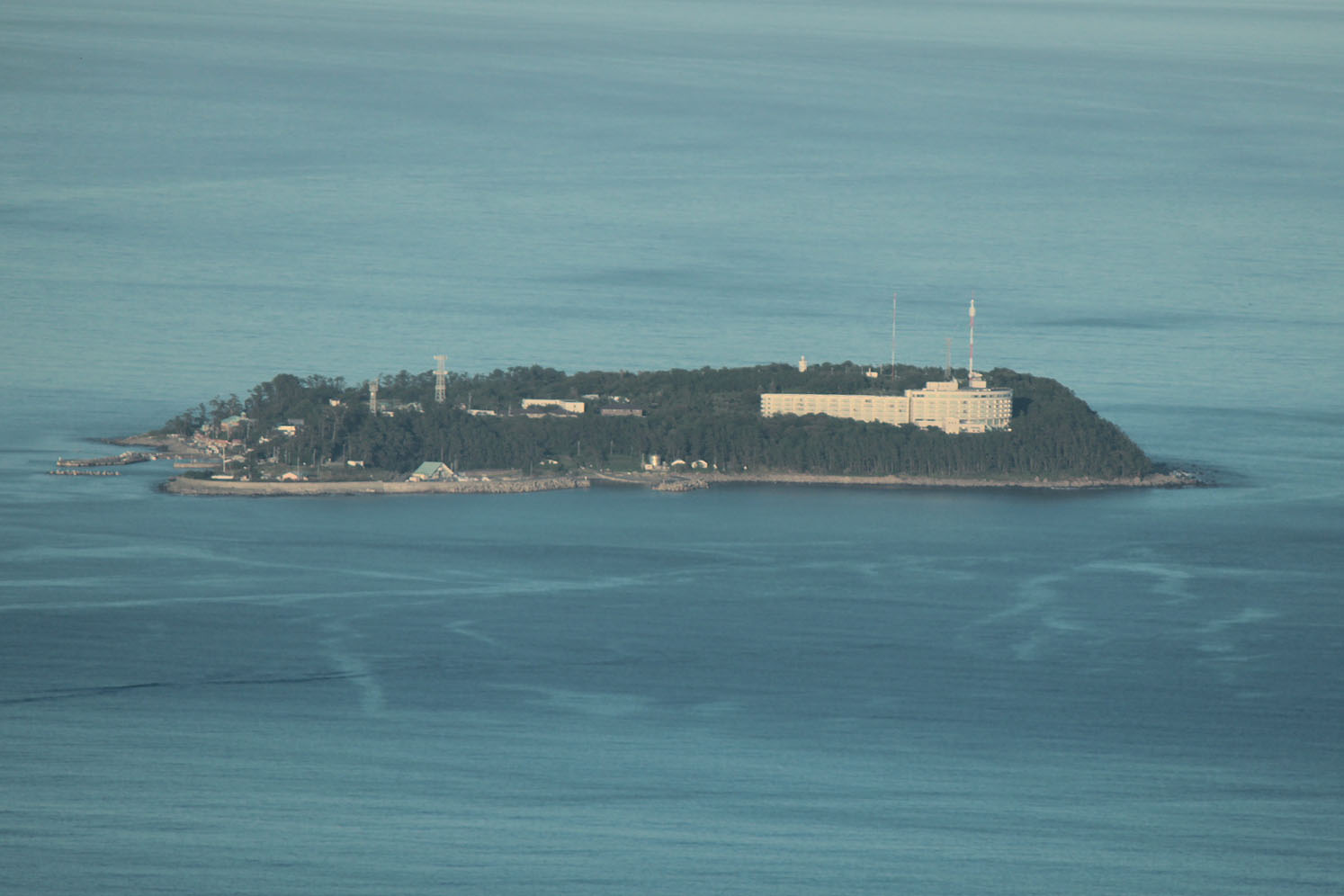
初島
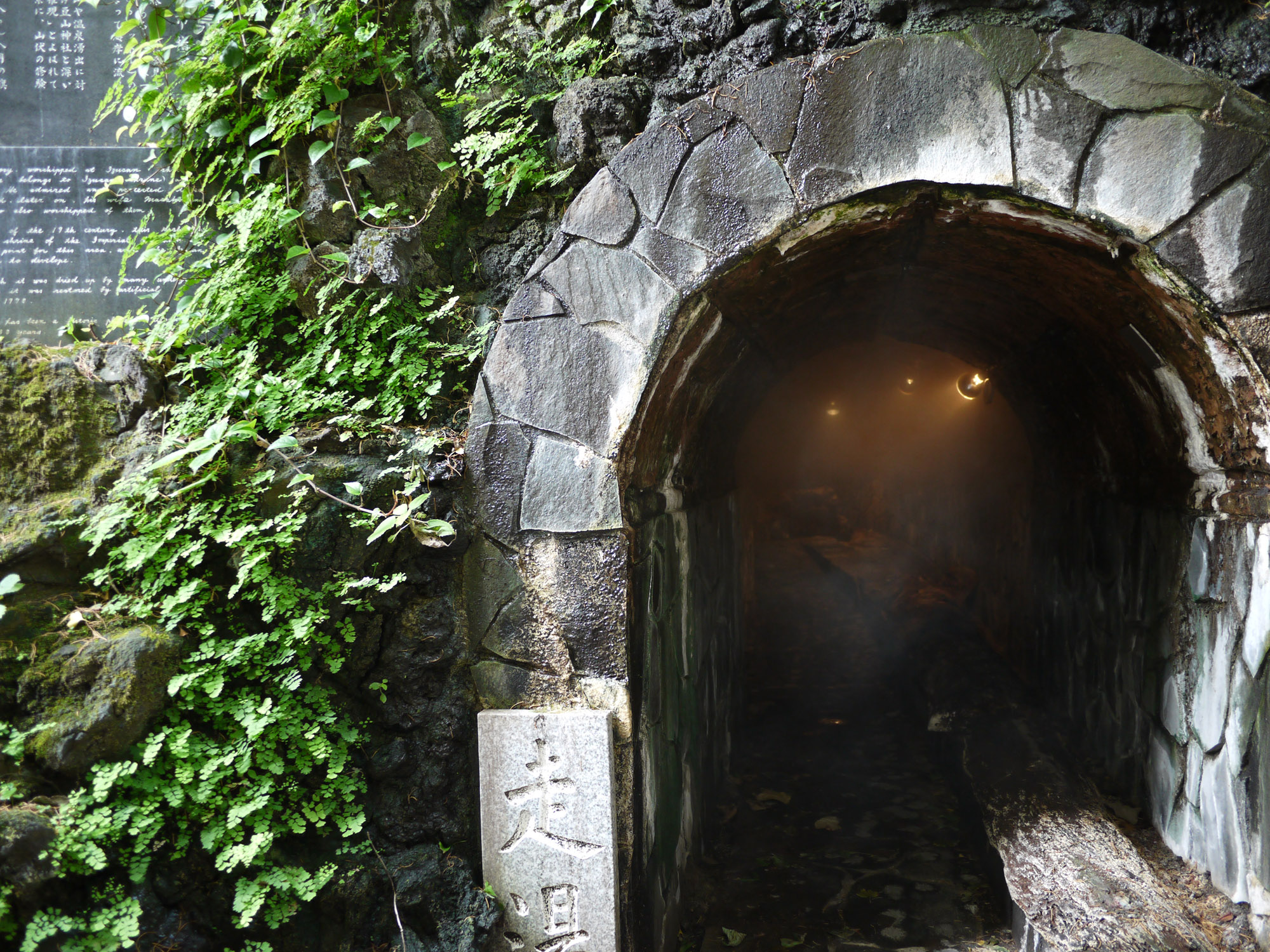
走り湯
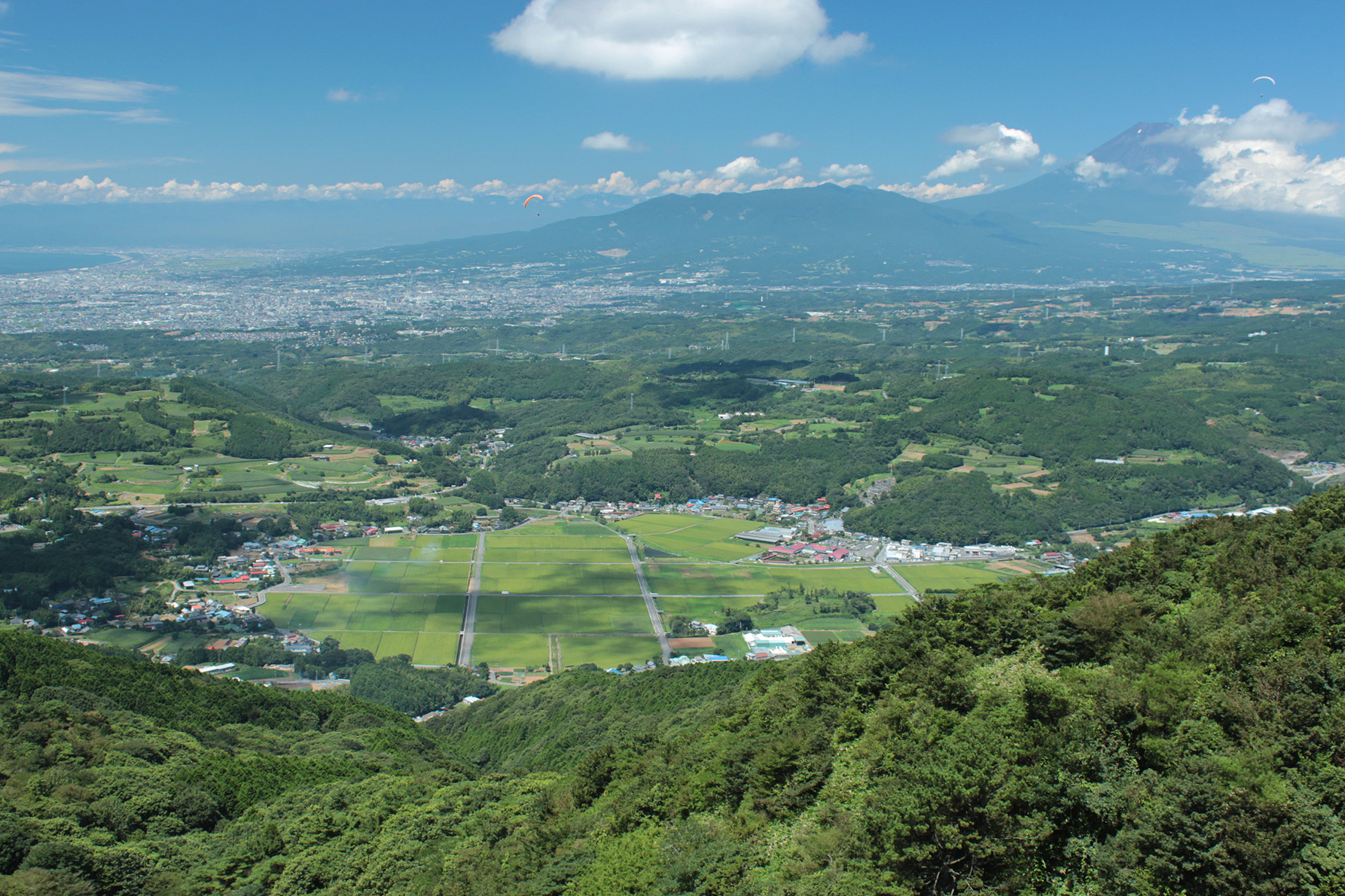
玄岳ジオサイトから丹那断層が走る丹那盆地を望
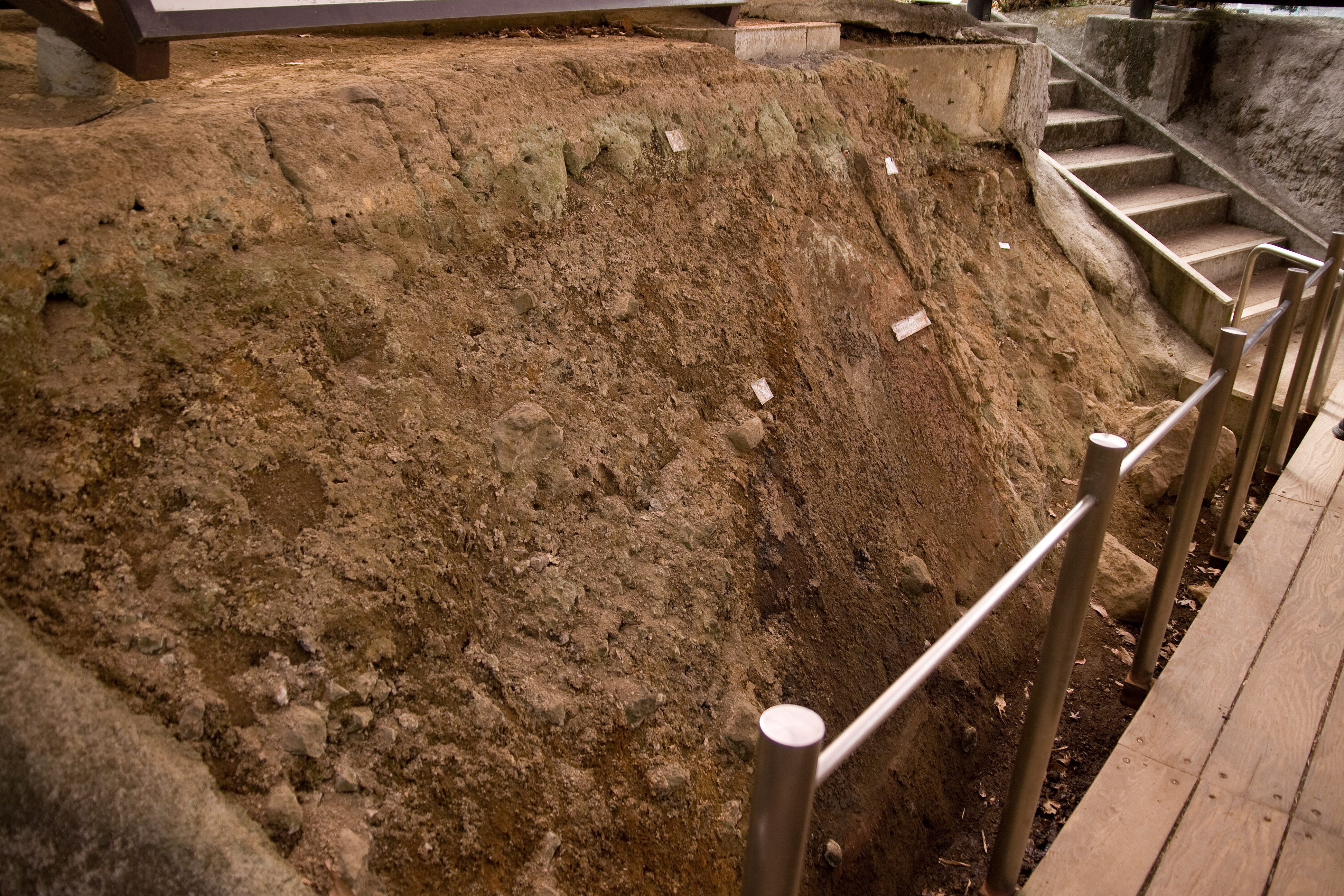
北伊豆地震を引き起こした丹那断層を保存した断層公園
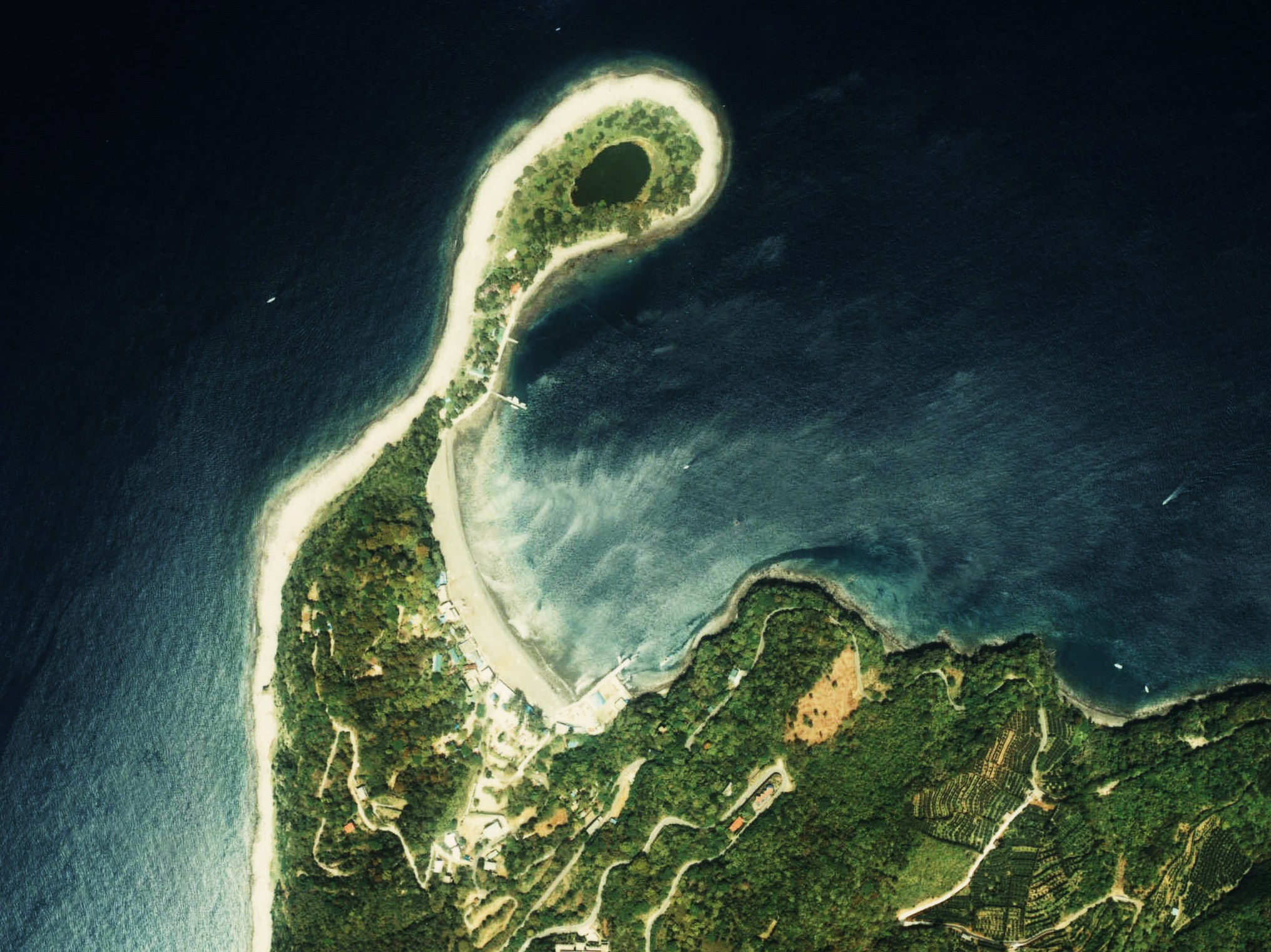
大瀬崎 国土交通省 国土地理院 地図・空中写真閲覧サービスの空中写真を基に作成
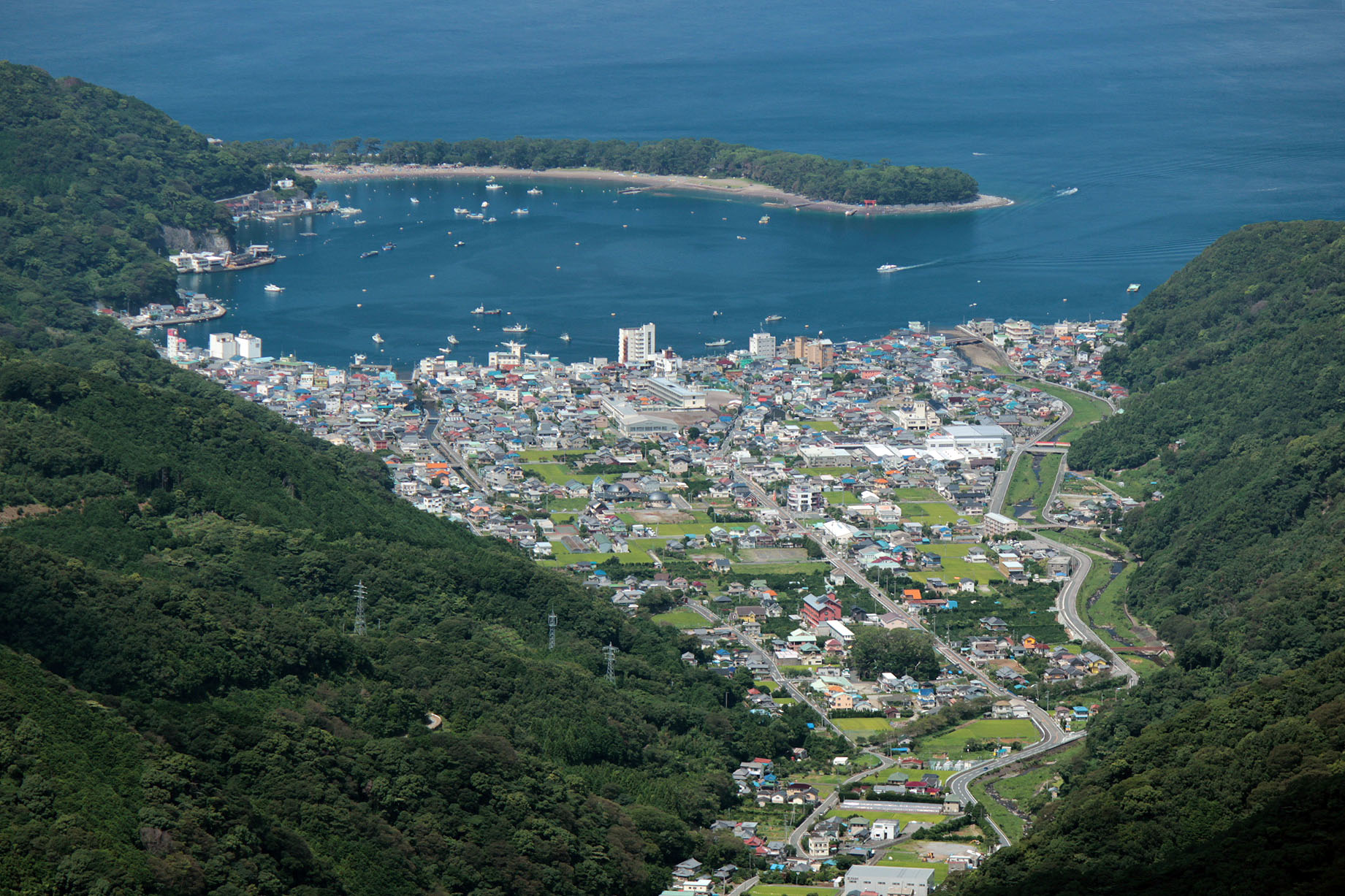
御浜岬
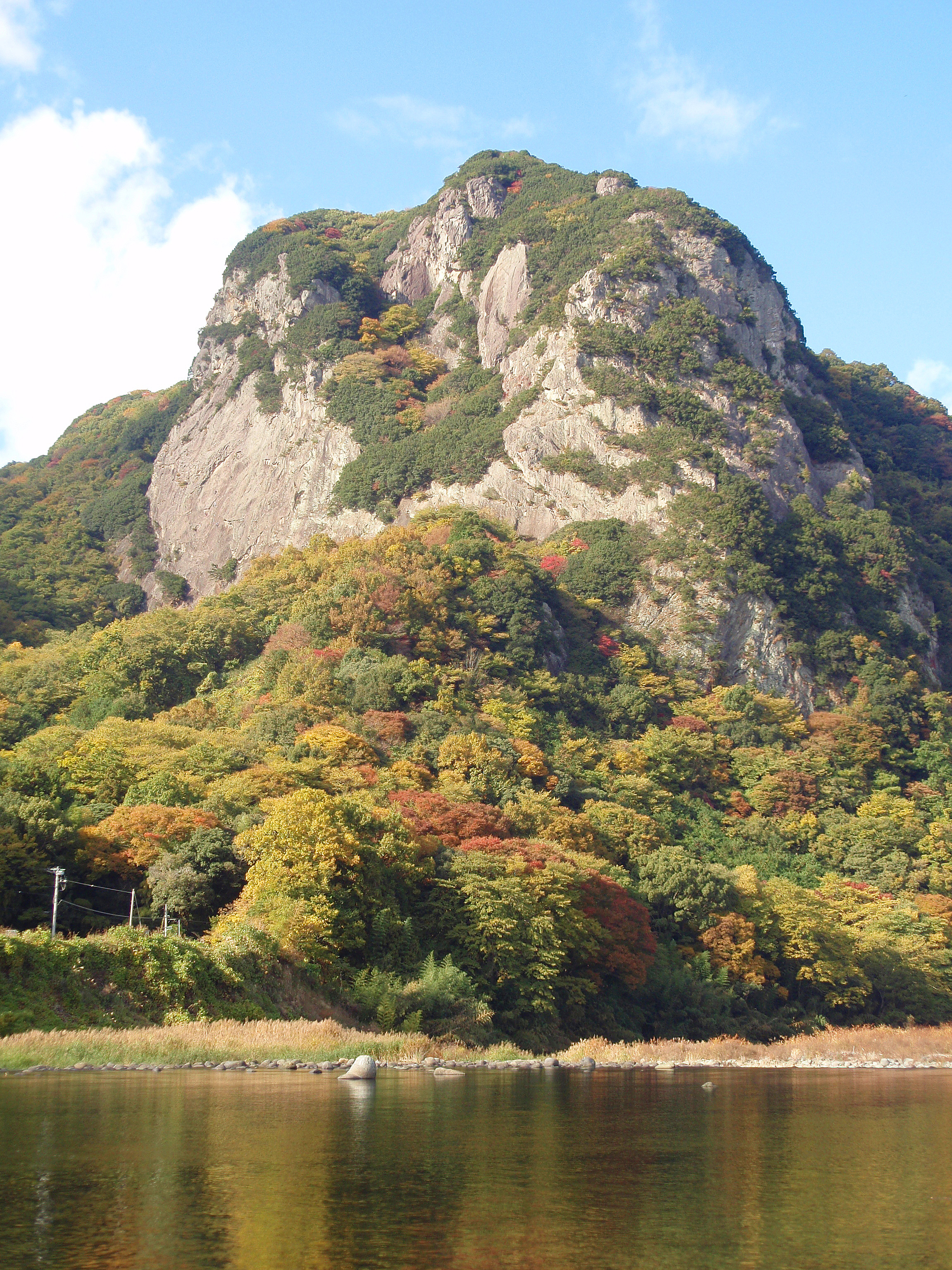
火山の地下にあったマグマが固まり侵食されて現れてできた城山
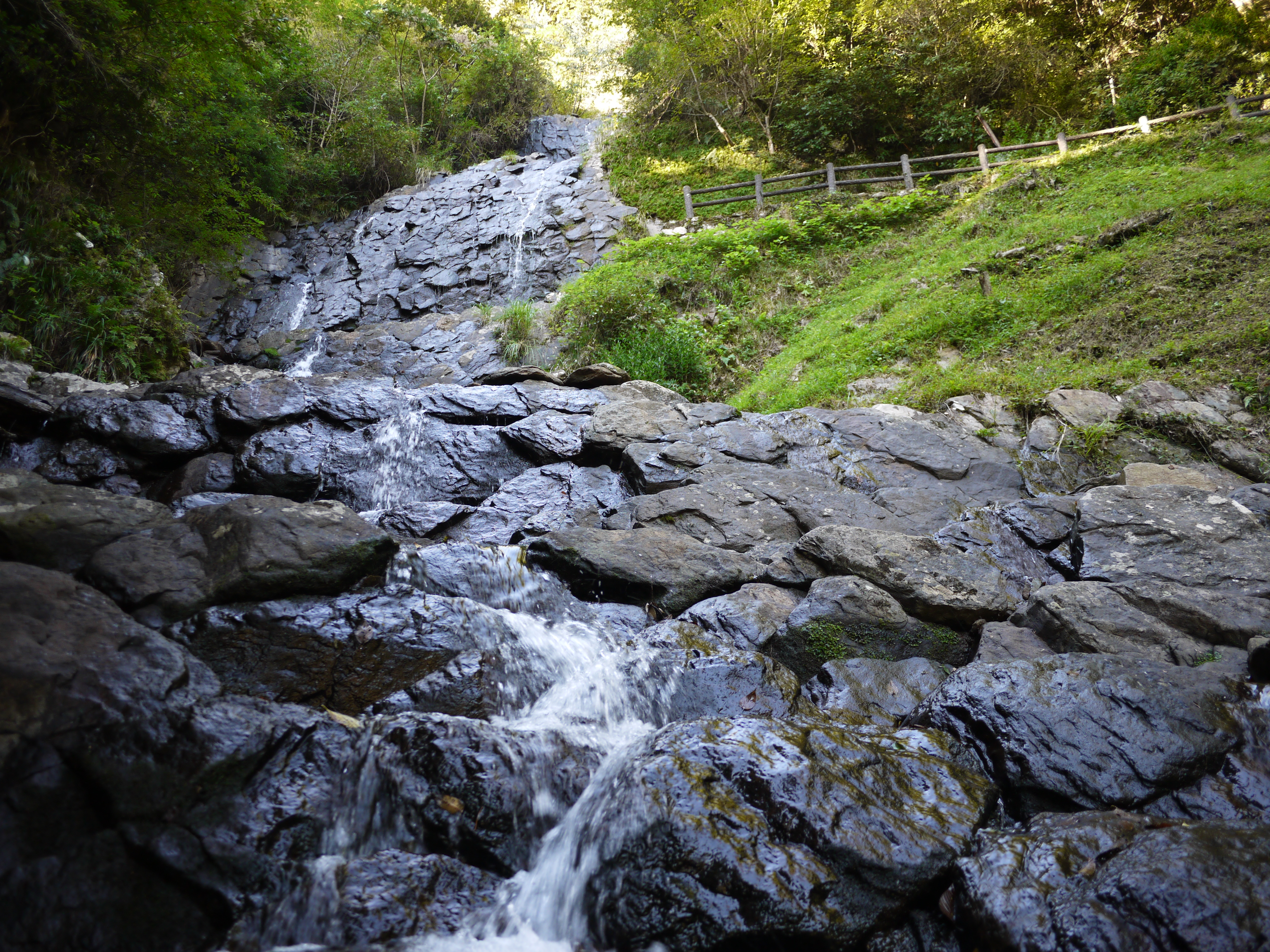
旭滝と柱状節理
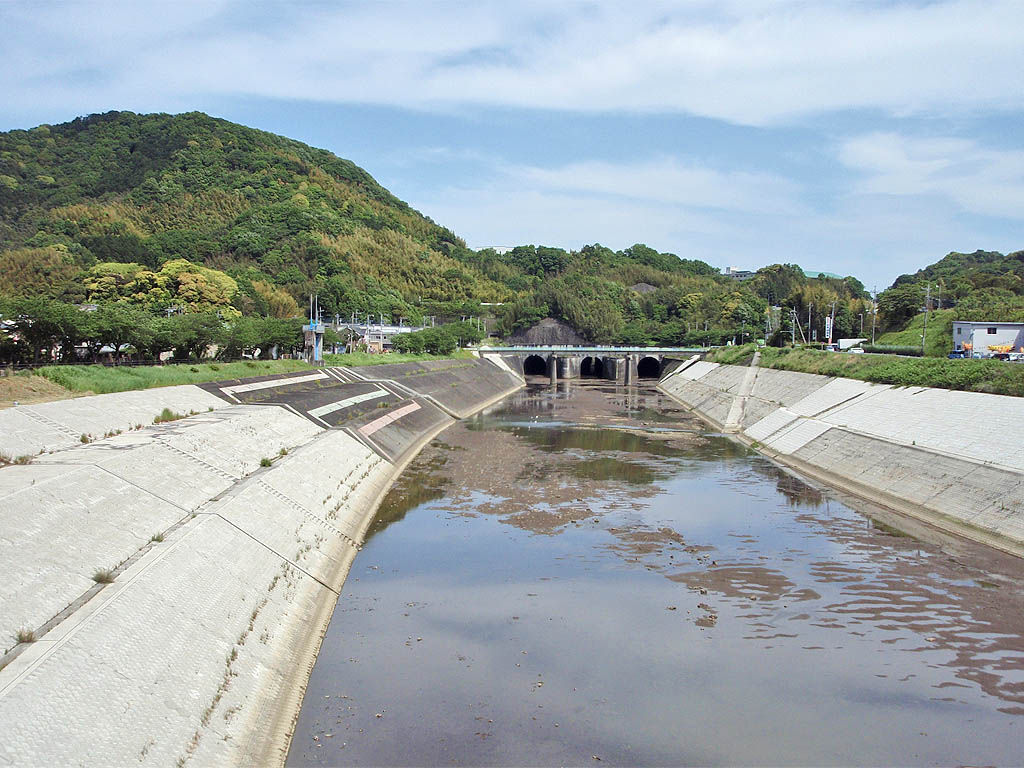
狩野川放水路
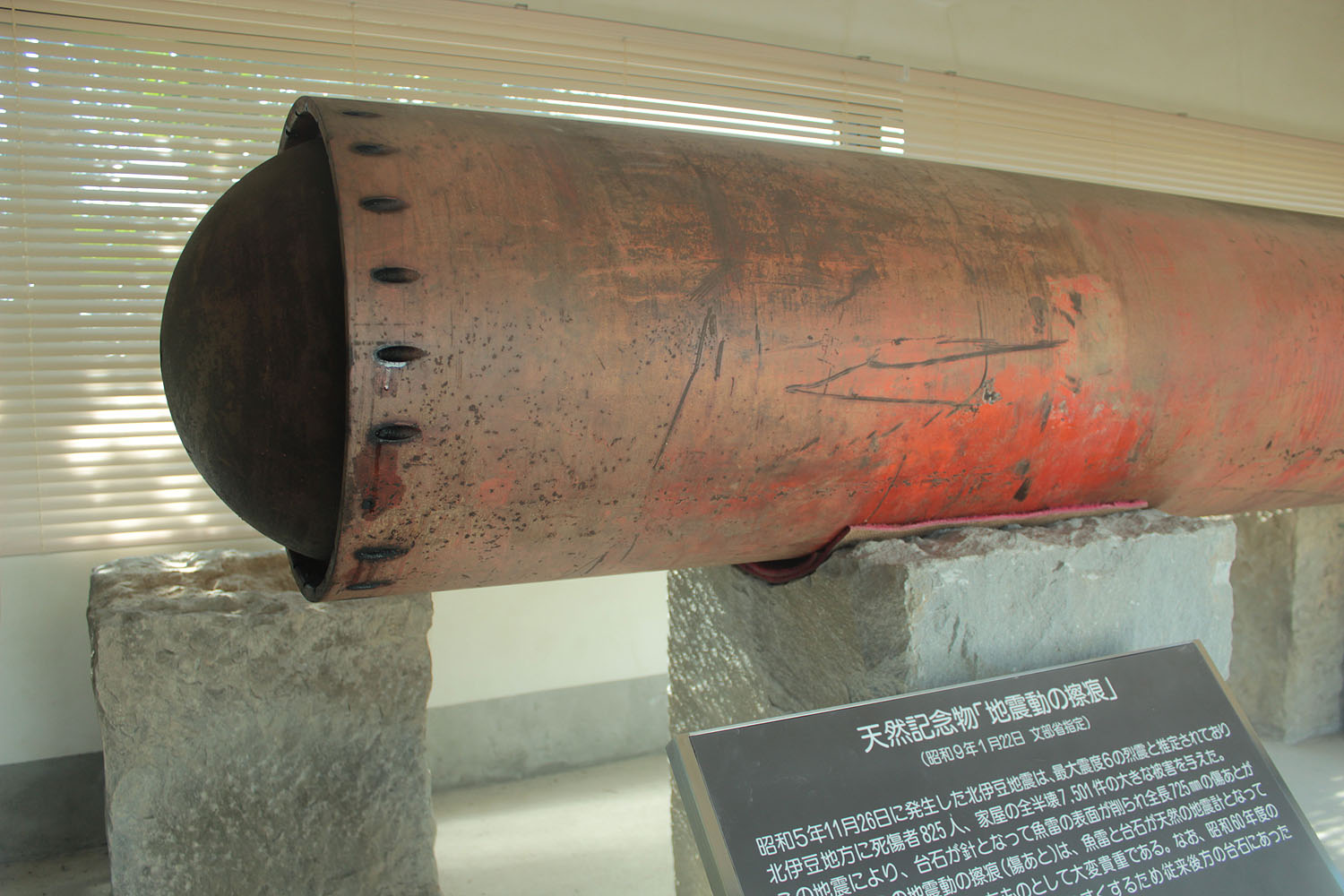
地震動の擦痕
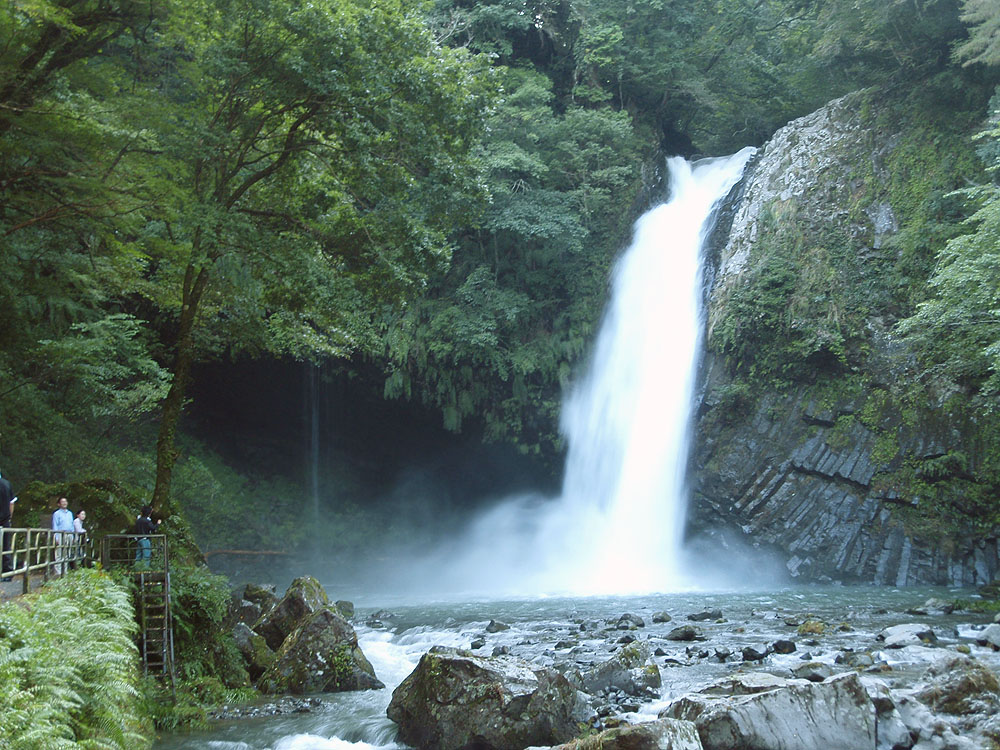
鉢窪山スコリア丘から流れた玄武岩溶岩を流れ落ちる浄蓮の滝
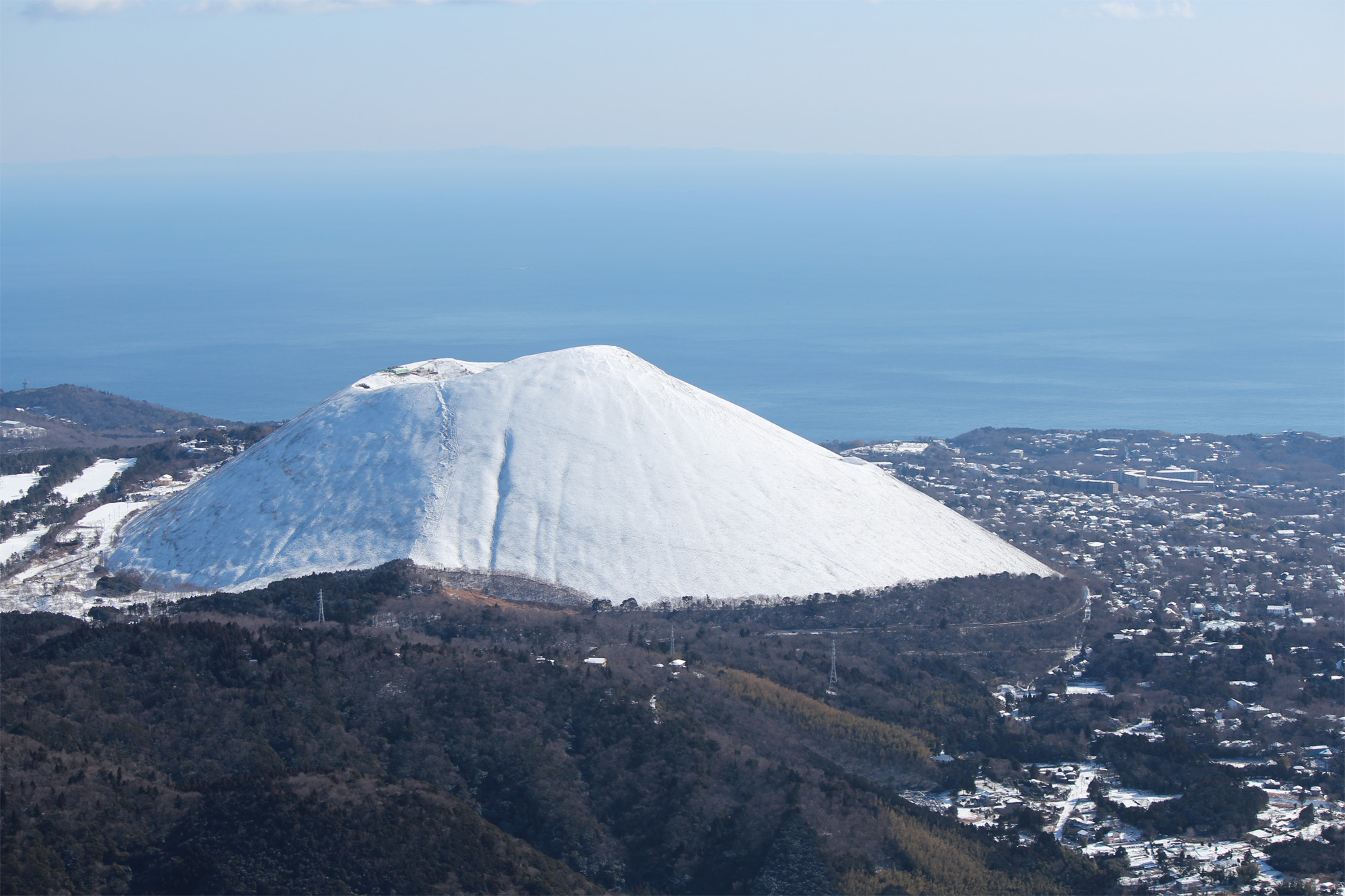
伊豆東部火山群の大室山
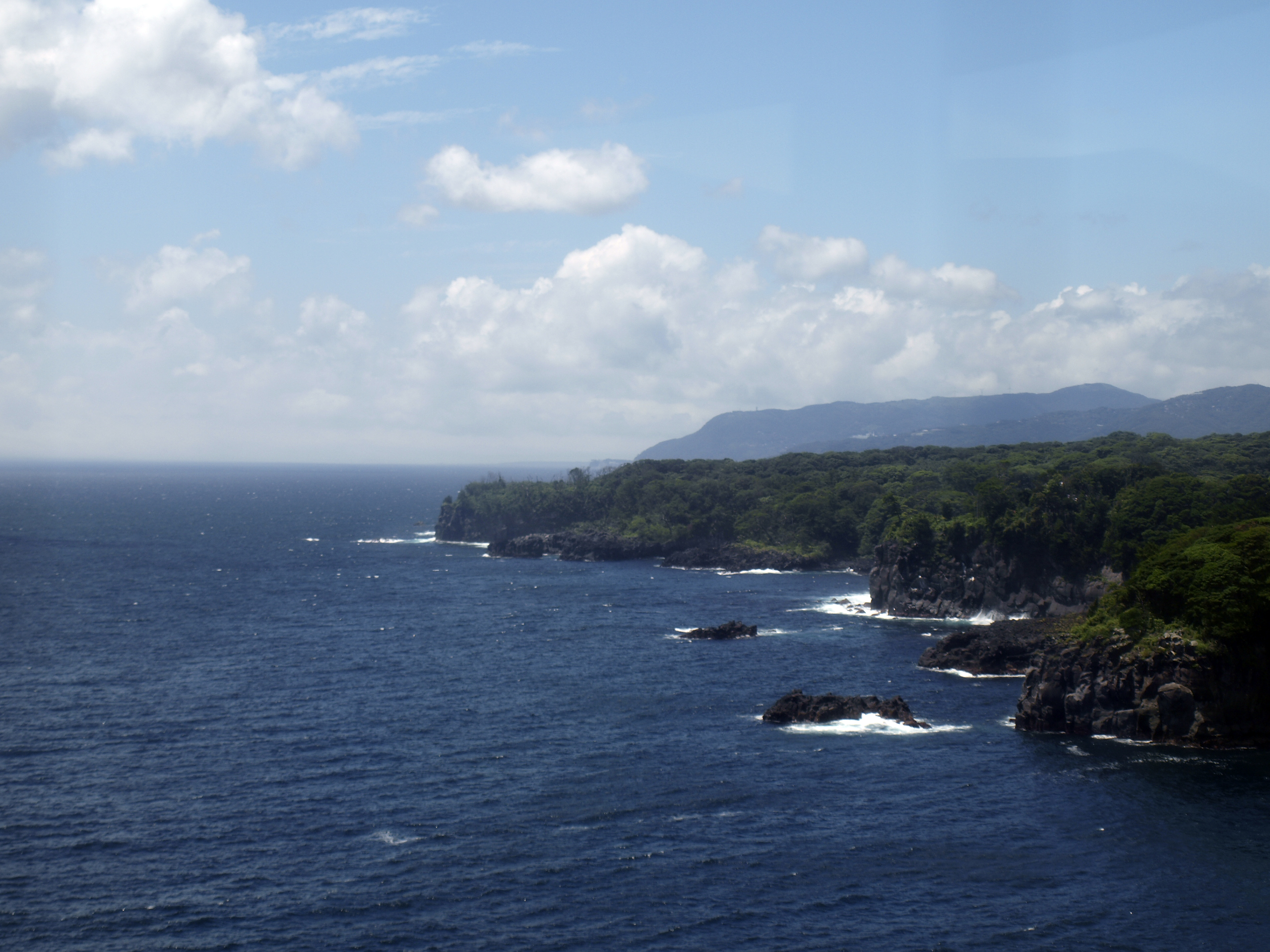
主に大室山スコリア丘から流れ出した溶岩が造った城ヶ崎海岸
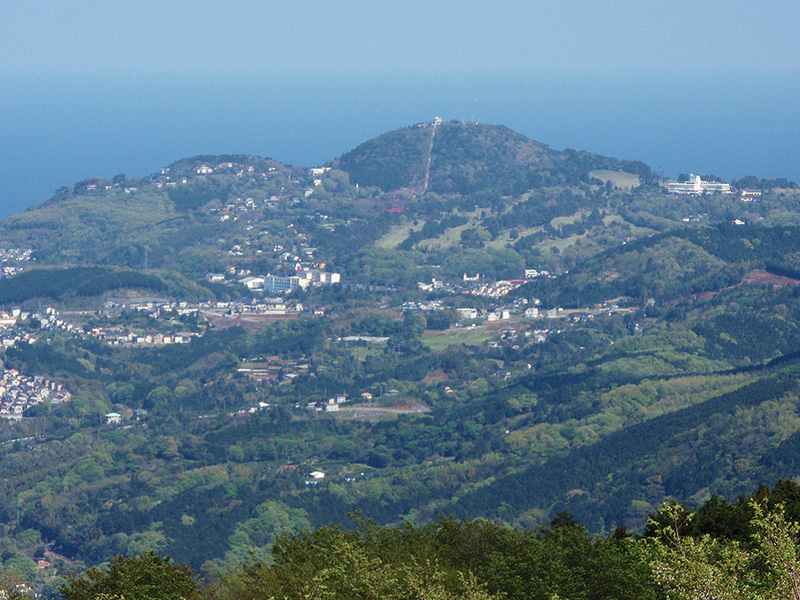
小室山
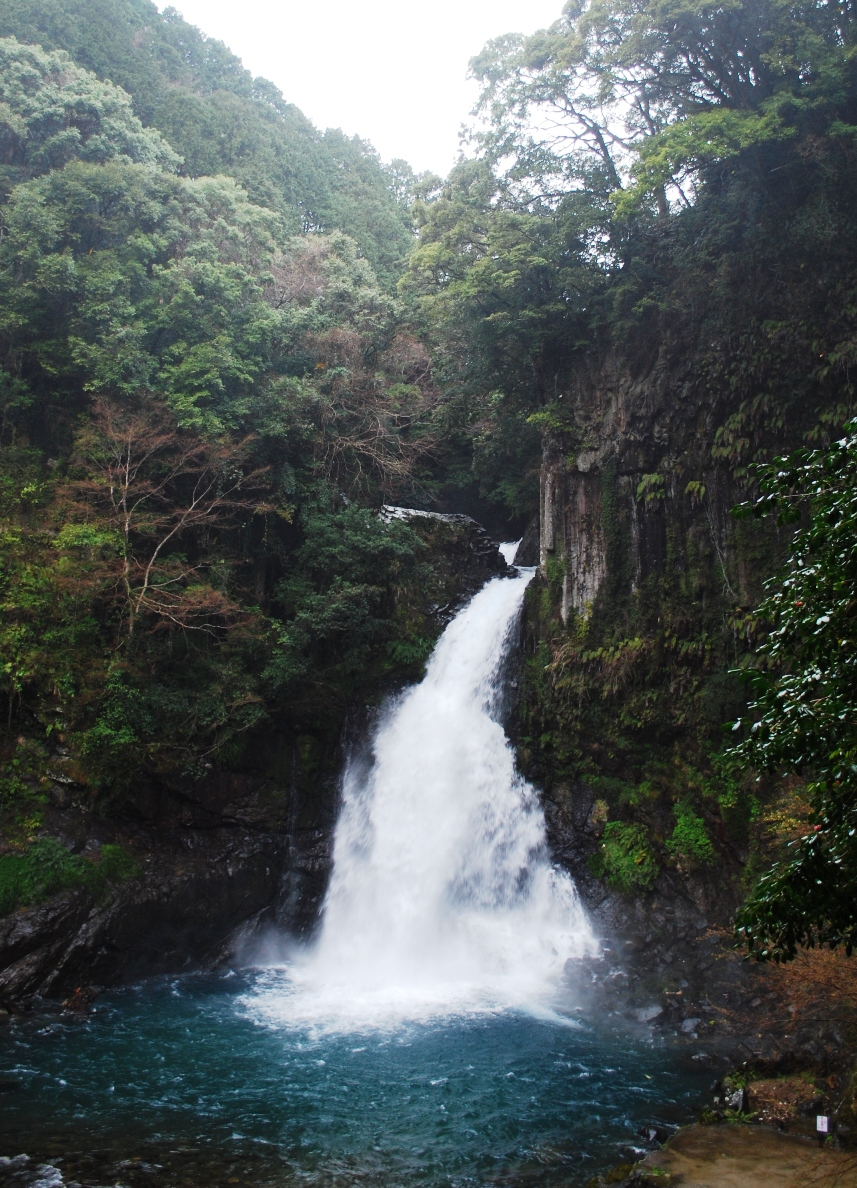
登り尾南火山から流れ出た溶岩を流れ落ちる河津七滝の大滝
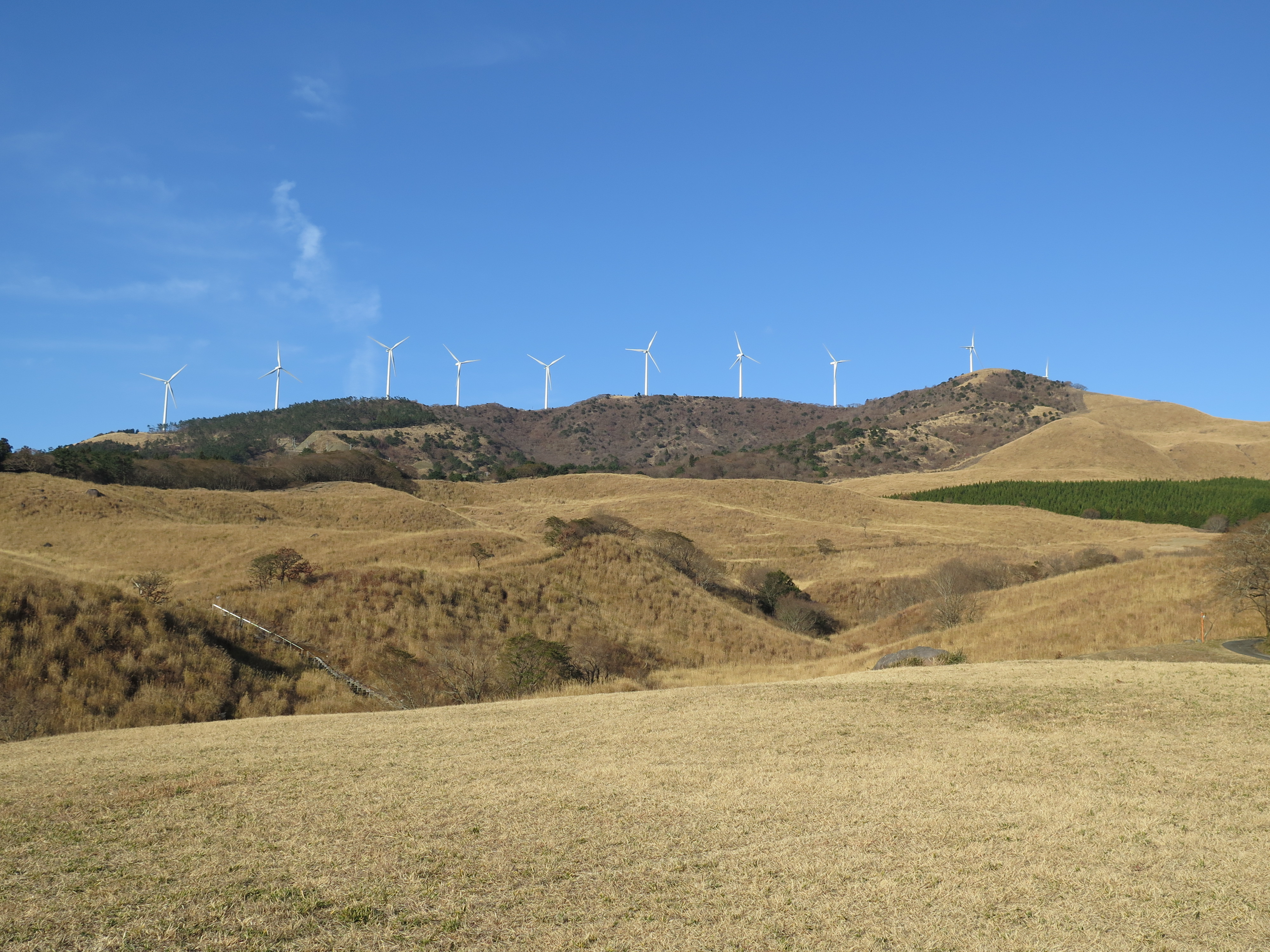
細野高原
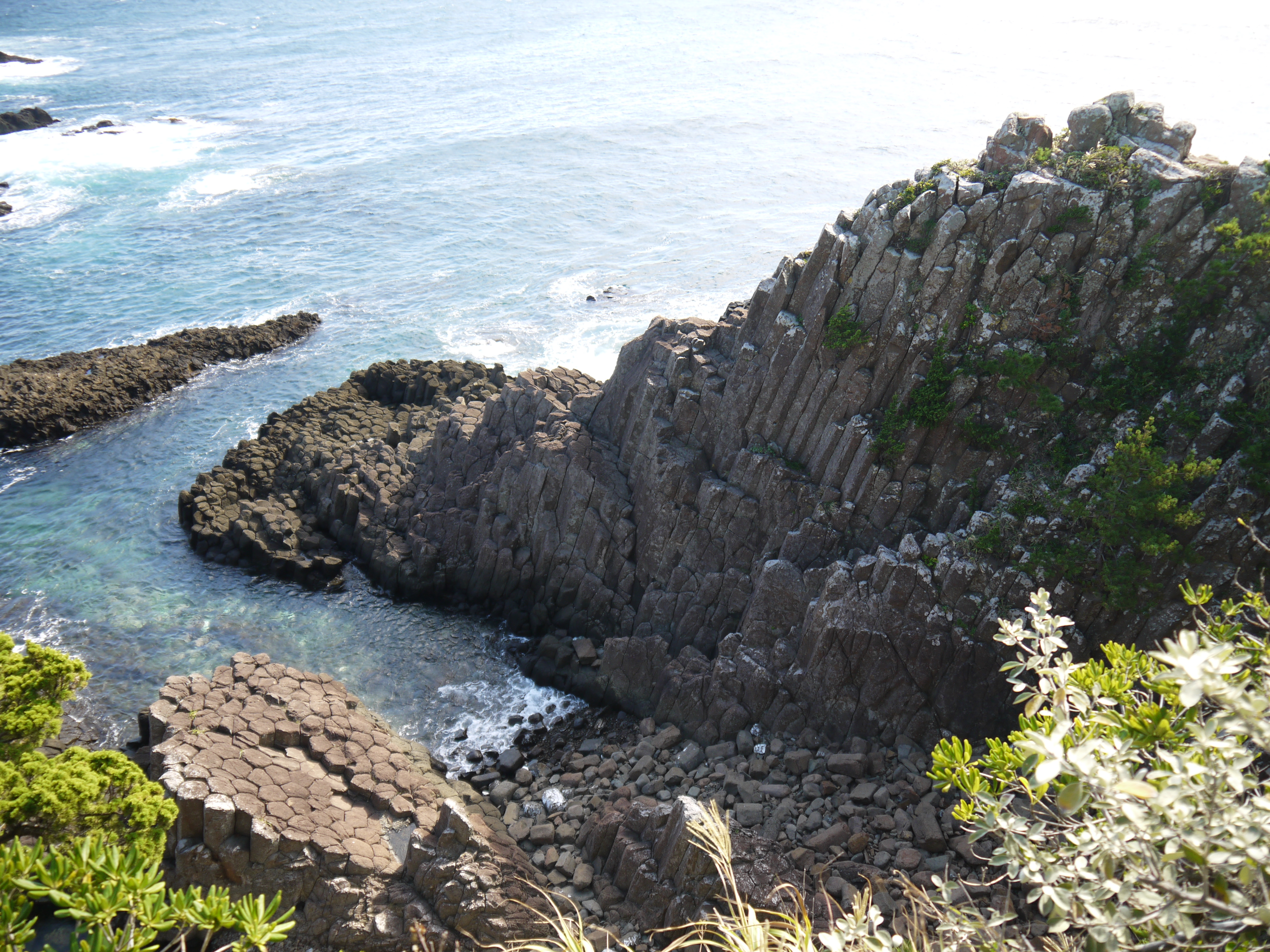
爪木崎、俵磯の柱状節理
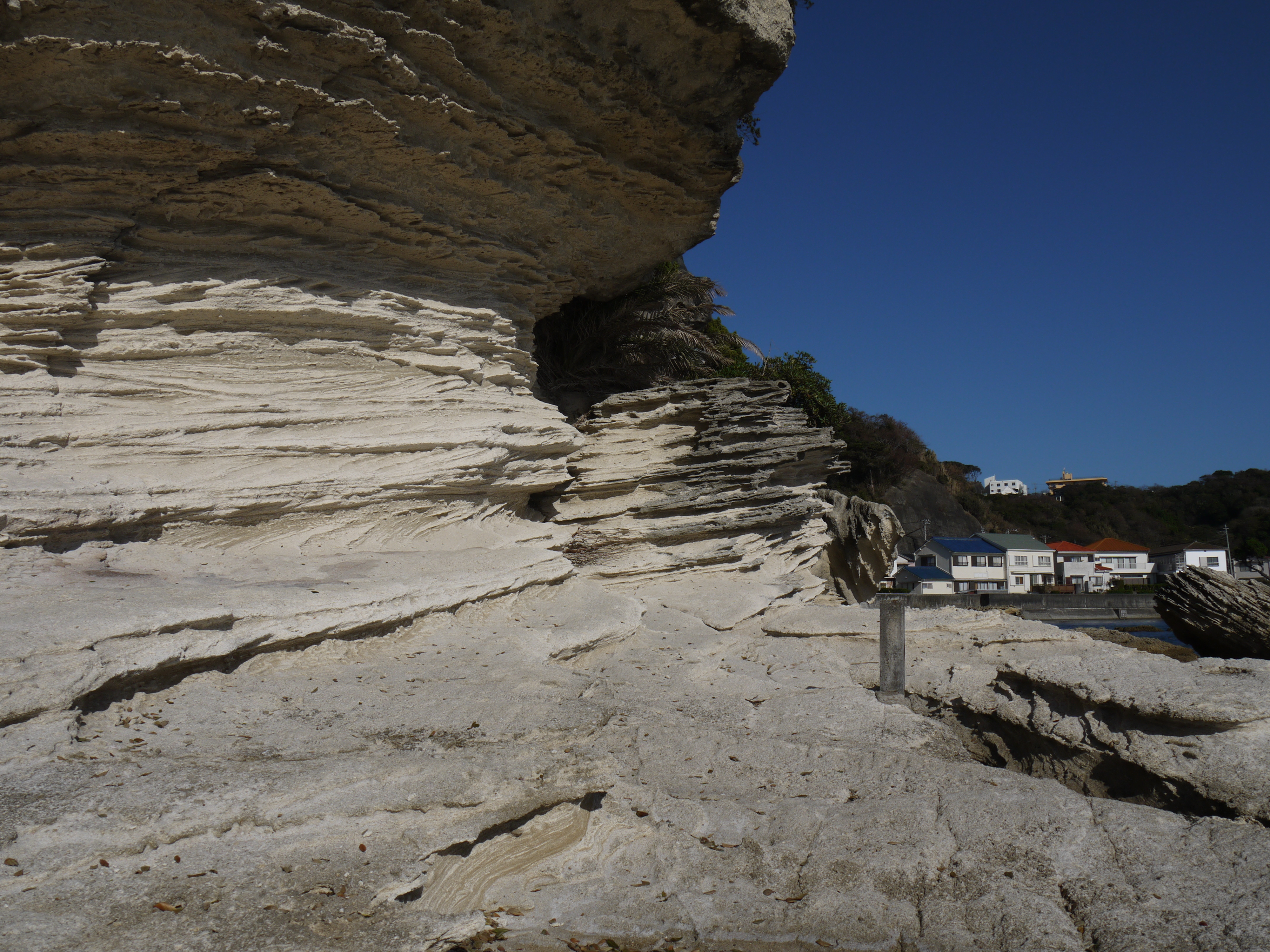
弁天島の斜交層理
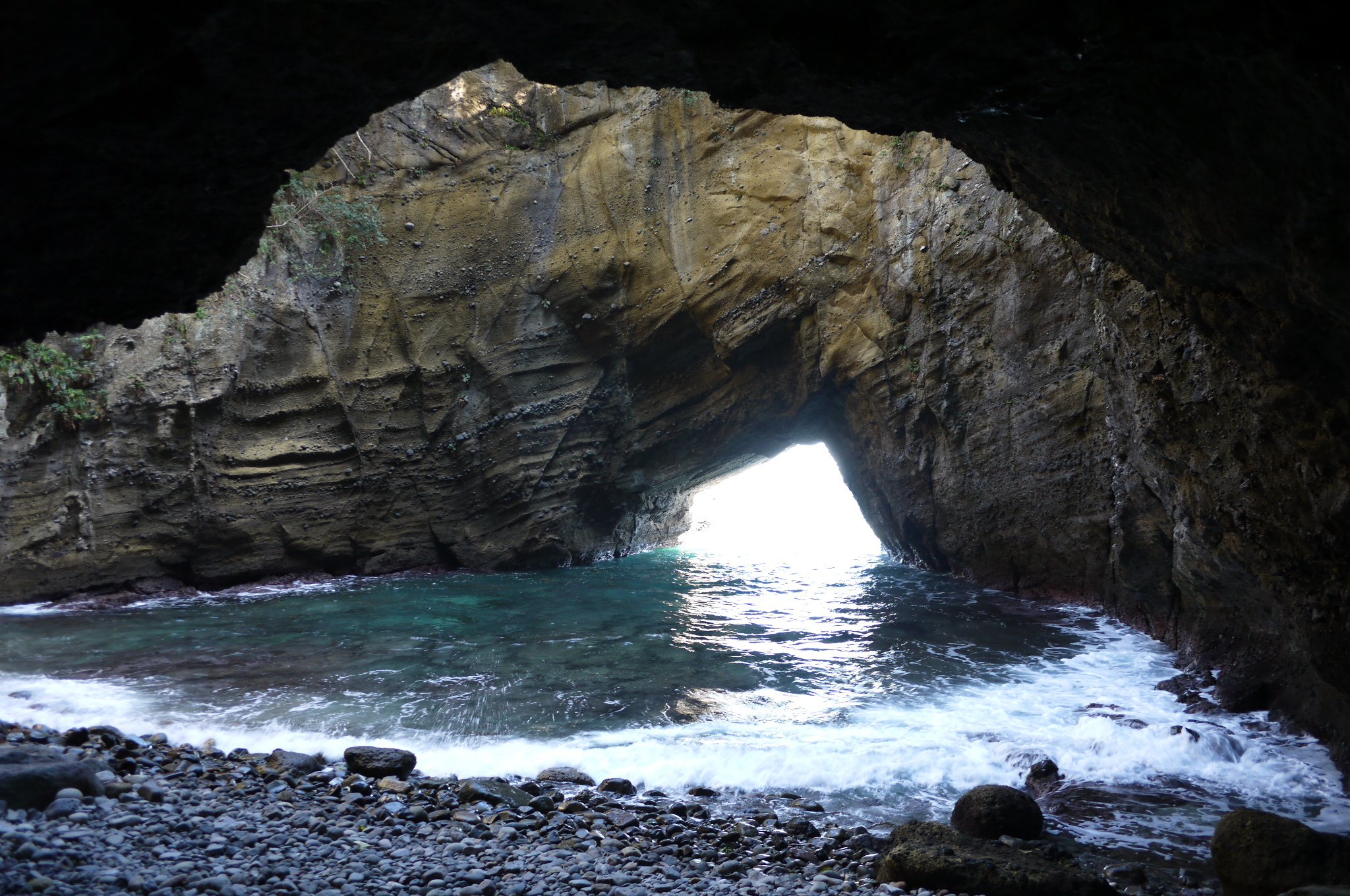
龍宮窟は海食洞の天井が崩れてできた
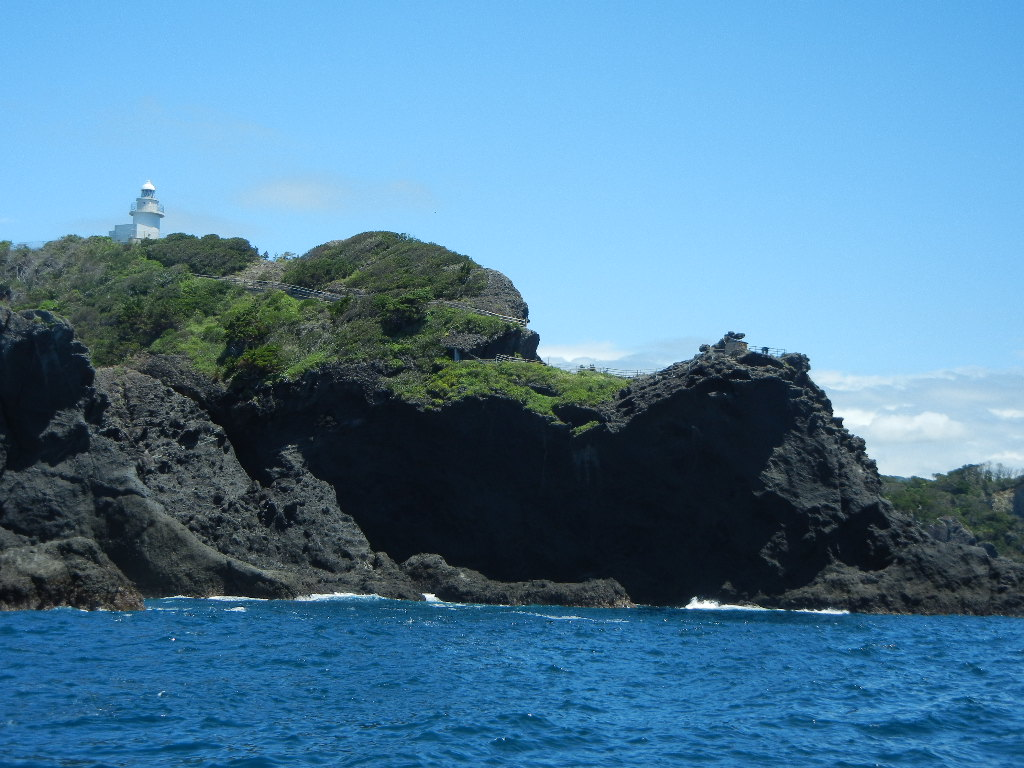
石廊崎
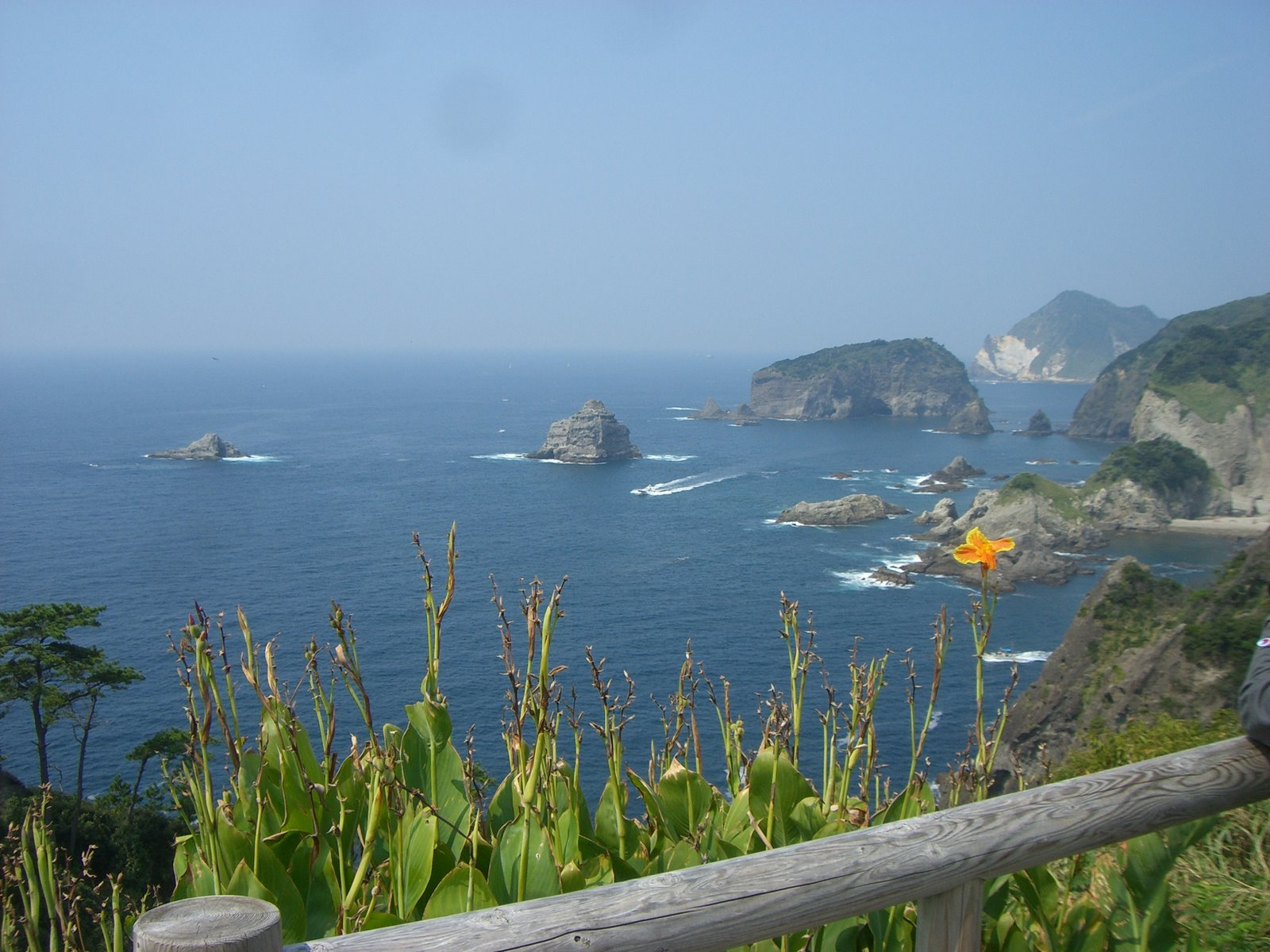
ユウスゲ公園付近から
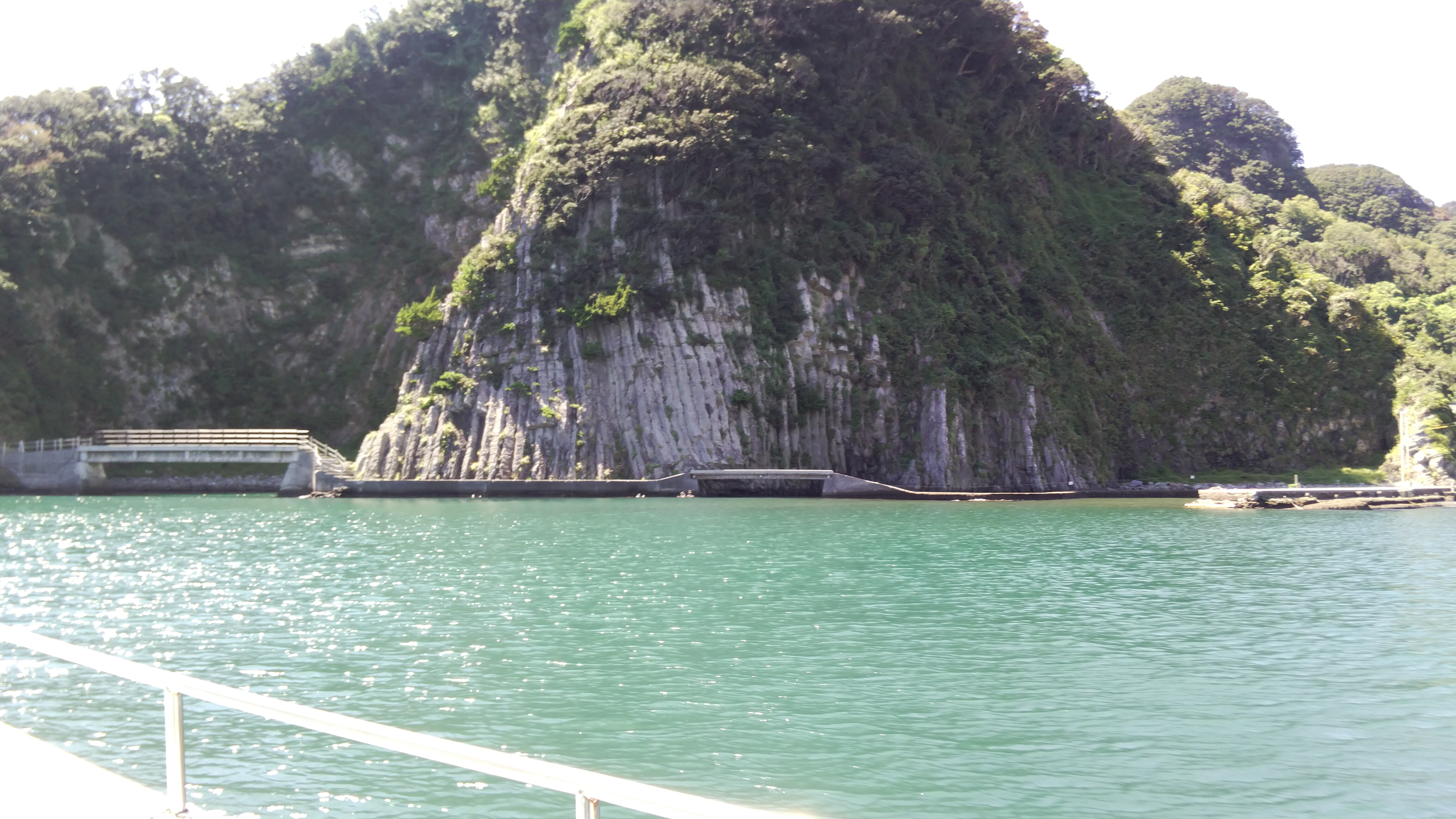
中木の柱状節理、ヒリゾ浜行きの渡船から
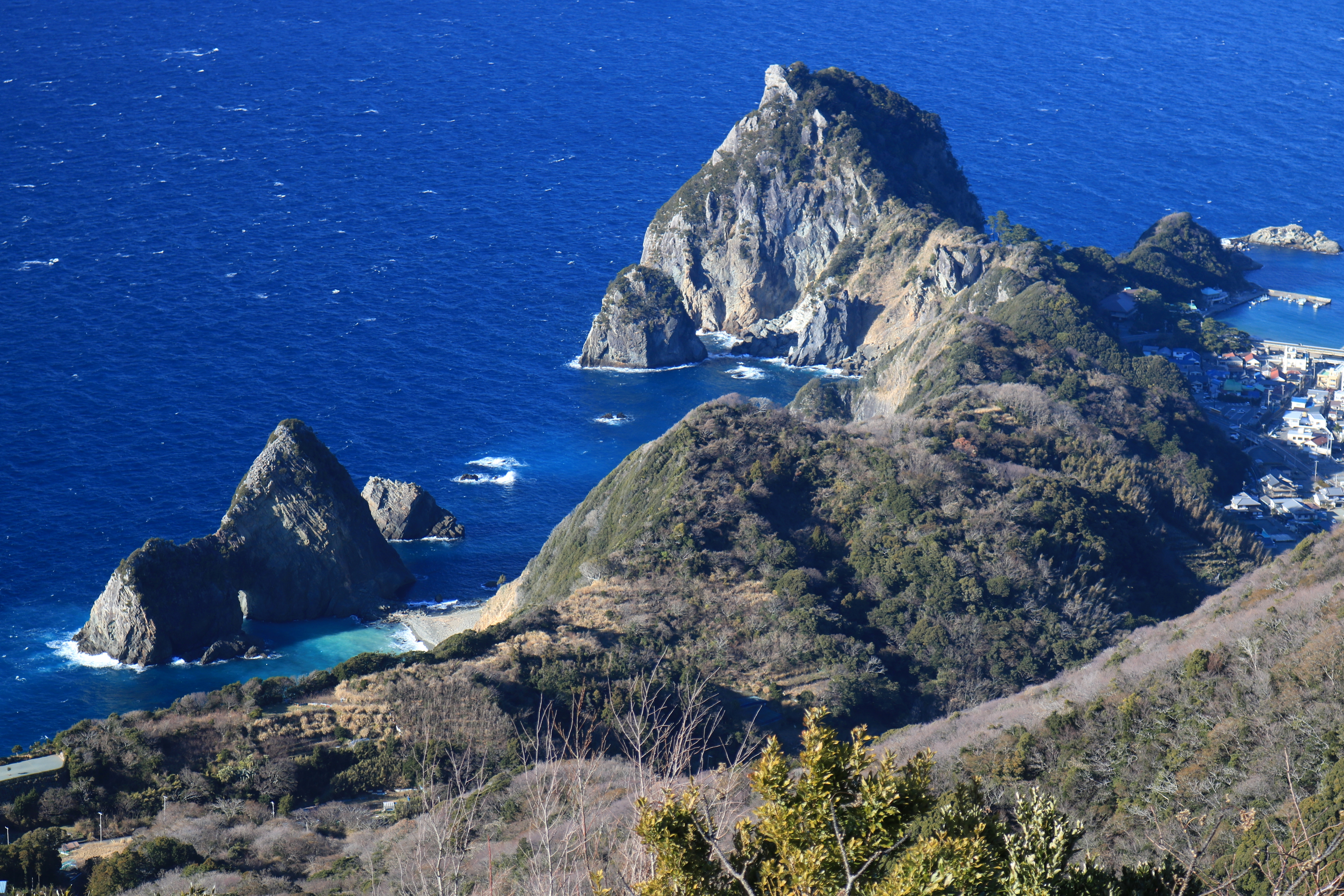
千貫門（岩頸）と烏帽子山
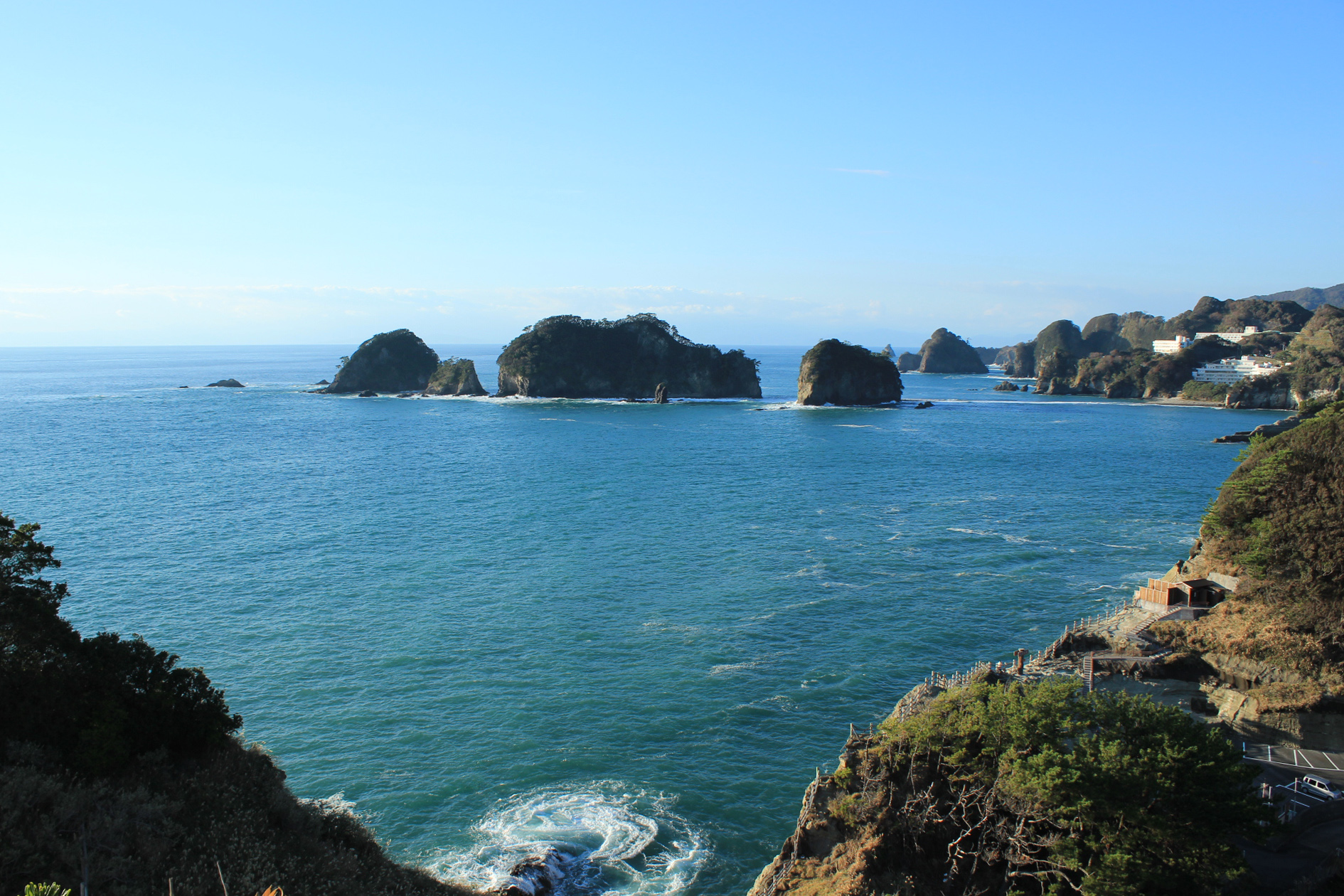
堂ヶ島、沢田公園から
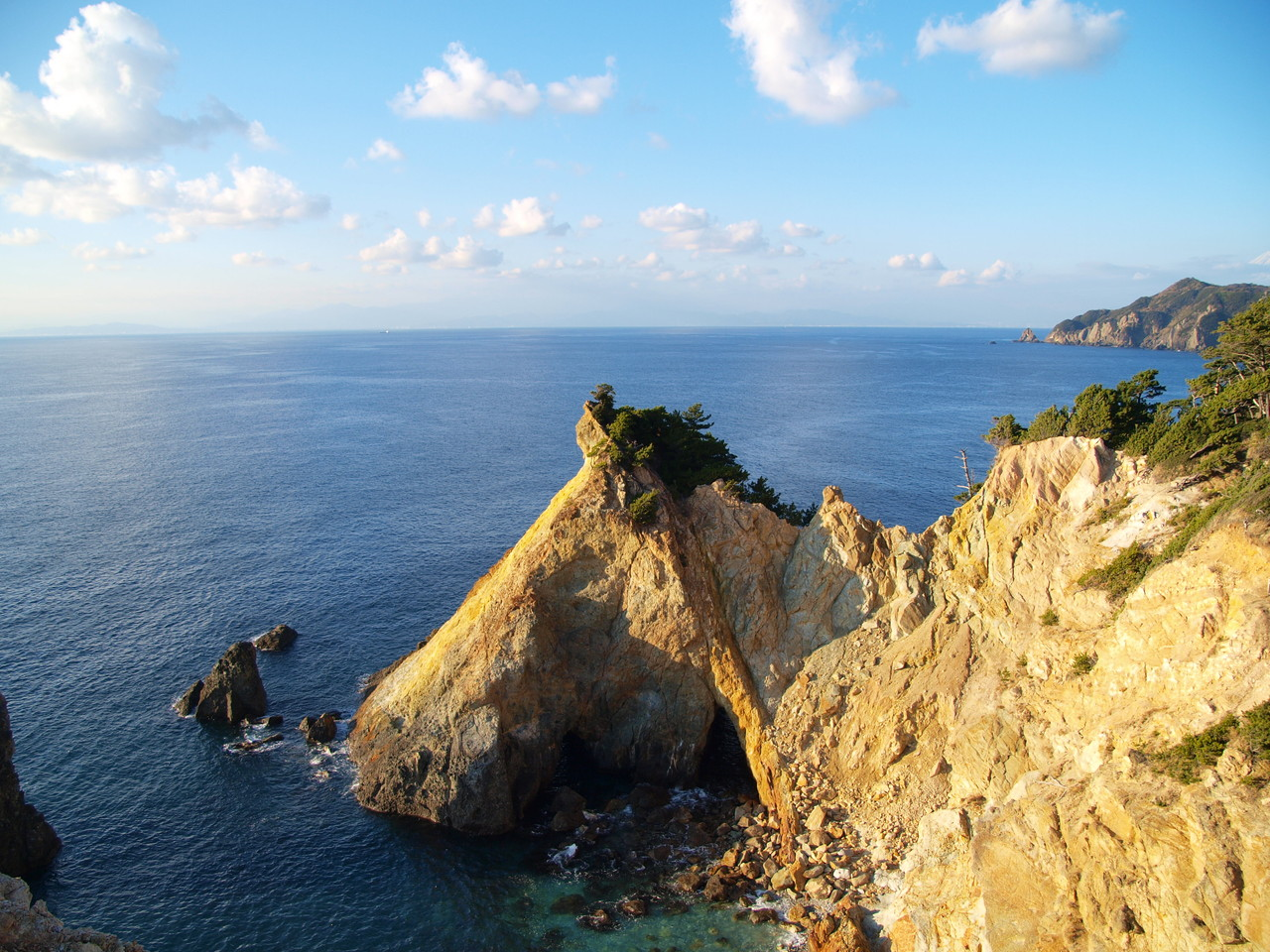
黄金崎

なお、ジオサイトは自然の姿が保たれていることが重要視されるため、万城の滝など、本来はジオサイトにふさわしいものであっても、安易な整備が施されてしまったため、候補地とならなかったものもある。

### 北伊豆エリア
- 三島ジオサイト
  - 楽寿園の溶岩流や湧水・源兵衛川
  - 菰池・白滝公園
  - 三嶋大社
- 静浦・内浦ジオサイト
  - 淡島
  - 内浦
  - 口野
- 千本浜・牛臥山ジオサイト
  - 千本浜と沼津港
  - 牛臥山（海底溶岩ドーム）
  - 我入道
- 鮎壺の滝ジオサイト
  - 鮎壺の滝
  - 割狐塚稲荷神社
- 境川・清住緑地・丸池ジオサイト
  - 境川・清住緑地
  - 丸池
- 柿田川ジオサイト
  - 柿田川
  - 本城山
- 桃沢川ジオサイト
  - つるべ落しの滝
  - 愛鷹水神社
- 香貫山ジオサイト
  - 香貫山展望台

### 熱海エリア
- 魚見崎ジオサイト
  - 錦ヶ浦、曽我浦の多賀火山初期の浅い海底での噴出物、波食台、波食窪、海食洞
- 初島ジオサイト
  - 初島（隆起地形）
- 伊豆山ジオサイト
  - 走り湯（珍しい横穴式源泉）

### 函南エリア
- 丹那盆地ジオサイト
  - 丹那断層、断層公園
- 玄岳ジオサイト
  - 玄岳（多賀火山）からの眺望

### 大瀬崎・戸田エリア
- 大瀬崎ジオサイト
  - 大瀬崎の陸繋島と砂州
  - 大瀬崎火山の地層と大瀬崎南火道
- 戸田ジオサイト
  - 御浜岬の砂嘴

### 中伊豆北エリア
- 城山・葛城山ジオサイト
  - 海底火山の根（岩頸）、白鳥山の柱状節理
- 高塚山・巣雲山ジオサイト
  - 高塚山スコリア丘の断面、長者原火山の火山灰層
- 修善寺温泉ジオサイト
  - 旭滝と柱状節理、独鈷の湯
- 下白岩・加殿ジオサイト
  - 下白岩の有孔虫化石
- 達磨山ジオサイト
  - 達磨山北（だるま山高原レストハウス）
  - だるま山高原
- 大仁ジオサイト
  - 水晶山・大仁橋
- 伊豆長岡ジオサイト
  - 狩野川放水路
  - 北江間横穴群
  - 地震動の擦痕

### 中伊豆南エリア
- 鉢窪山ジオサイト
  - 浄蓮の滝と柱状節理
- 滑沢ジオサイト
  - 滑沢渓谷と溶岩

### 伊東エリア
- 富戸・城ヶ崎海岸北ジオサイト
  - 門脇埼
- 城ヶ崎海岸南ジオサイト
  - 城ヶ崎海岸の溶岩流や柱状節理
- 伊東温泉ジオサイト
  - 佛現寺の津波供養塔
- 大室山ジオサイト
  - 大室山スコリア丘
- 小室山ジオサイト
  - 小室山スコリア丘

### 河津・東伊豆エリア
- 河津・七滝ジオサイト
  - 河津七滝
- 稲取ジオサイト
  - 稲取火山列
- 熱川・北川ジオサイト
  - 穴切海岸の天城山の厚い溶岩流や海食洞
- 鉢ノ山ジオサイト
  - 鉢ノ山の溶岩流と柱状節理
- 細野高原ジオサイト
  - 細野高原

### 下田エリア
- 爪木崎ジオサイト
  - 俵磯の柱状節理とシル
- 下田港ジオサイト
  - 弁天島の斜交層理
- 吉佐美・田牛ジオサイト
  - 龍宮窟（海食洞）

### 南伊豆エリア
- 石廊崎・池の原ジオサイト
  - 南崎火山、ユウスゲ公園
- 奥石廊崎ジオサイト
  - 中木の柱状節理、伊豆半島沖地震の崩壊跡
- 妻良・子浦ジオサイト
  - 子浦三十三観音と地層

### 西伊豆エリア
- 土肥金山ジオサイト
  - 土肥金山
- 堂ヶ島・仁科港ジオサイト
  - 軽石や火山灰の地層、堂ヶ島天窓洞
- 仁科川・宝蔵院ジオサイト
  - 海底火山から噴出した枕状溶岩や水底土石流の地層
- 岩地・石部・雲見ジオサイト
  - 千貫門、室岩洞、烏帽子山
  - 石部の棚田
- 黄金崎ジオサイト
  - 黄金崎

## ミュージアムとビジターセンター
博物館事業と教育事業に関して、一般社団法人「美しい伊豆創造センター」は2023年5月、國學院大学博物館との連携を発表した。
- 伊豆半島ジオパークミュージアム ジオリア（修善寺総合会館内／伊豆市）[9]

- 三島ジオパークビジターセンター（三島市総合観光案内所内／三島市）[15]
- 松崎ジオパークビジターセンター（明治商家 中瀬邸内／賀茂郡松崎町）[15]
- 天城ジオパークビジターセンター（道の駅天城越え・昭和の森会館内／伊豆市）[15]
- 南伊豆町ジオパークビジターセンター（石廊崎オーシャンパーク内／賀茂郡南伊豆町）[15]
- 東伊豆ジオパークビジターセンター（熱川温泉観光協会内／賀茂郡東伊豆町）[15]
- 下田ジオパークビジターセンター（道の駅「下田開国みなと」内／下田市）[15]
- 河津七滝ジオパークビジターセンター（河津七滝観光センター内／賀茂郡河津町）[15]
- 伊東ジオパークビジターセンター（ジオテラス伊東 伊豆急行伊豆急行線「伊豆高原駅」構内／伊東市）[15]
- 沼津ジオパークビジターセンター（道の駅「くるら戸田」内／沼津市戸田）[15]
- 伊豆の国ジオパークビジターセンター（道の駅「伊豆のへそ」内／伊豆の国市）
- 長泉ジオパークビジターセンター（JR御殿場線下土狩駅前 長泉町生涯学習支援施設「コミュニティながいずみ」内／駿東郡長泉町）[16]